# Billie Jean King
Billie Jean King, z domu Moffitt (ur. 22 listopada 1943 w Long Beach) – amerykańska tenisistka, zwyciężczyni trzydziestu dziewięciu turniejów wielkoszlemowych w grze pojedynczej, podwójnej i mieszanej, zdobywczyni Pucharu Federacji, działaczka na rzecz sportu kobiecego. Na jej cześć w sierpniu 2006 roku nazwano kompleks sportowy, na którym odbywa się wielkoszlemowy US Open.

## Kariera tenisowa
Od dzieciństwa namawiana do różnych dyscyplin sportowych, mimo pewnych trudności (m.in. kłopotów ze wzrokiem) w wieku ośmiu lat rozpoczęła treningi tenisowe. Wśród jej pierwszych opiekunów była przedwojenna mistrzyni Wimbledonu, Alice Marble. Od początku kariery przejawiała dyspozycję do gry ofensywnej, ale miała trudności z przezwyciężeniem tremy – stąd jako juniorka długo nie mogła przebić się do czołówki i w wieku szesnastu lat była klasyfikowana dopiero na 19. miejscu w rankingu amerykańskim. W 1960 roku znalazła się już jednak w dziesiątce „dorosłego” rankingu amerykańskiego, a rok później odniosła pierwszy wielki sukces – wygrała Wimbledon w deblu w parze z Karen Hantze. Młode Amerykanki (Moffitt – 17 lat, Hantze – 18) nie były w turnieju rozstawione.
Z turniejem wimbledońskim związany jest ważny rekord Amerykanki – odniosła na londyńskiej trawie łącznie dwadzieścia zwycięstw we wszystkich trzech konkurencjach. Poza grą podwójną w 1961 triumfowała w tej samej konkurencji rok później (również z Hantze, ale grającą już pod nazwiskiem małżeńskim Susman), a w 1965 w parze z Marią Bueno. W 1966 Billie Jean (po ślubie już jako King) wygrała grę pojedynczą, pokonując w finale Bueno. W 1967 jako piąta zawodniczka w historii (po Suzanne Lenglen, Alice Marble, Louise Brough i Doris Hart) odniosła zwycięstwa w trzech konkurencjach Wimbledonu. W kolejnych latach wygrywała grę pojedynczą jeszcze w 1968, 1970, 1972, 1973 i 1975, grę podwójną w 1968, 1970, 1971, 1972 i 1973, grę mieszaną w 1971, 1973 i 1974. Ponownie wszystkie trzy tytuły zapisała na swoim koncie w 1973. Zebrała w ten sposób dziewiętnaście triumfów wimbledońskich, czym wyrównała rekord wybitnej deblistki z pierwszej połowy XX wieku, Elizabeth Ryan. Kiedy przez kilka kolejnych lat King bezskutecznie próbowała wynik ten poprawić, ponosząc porażki w finałach debla i miksta, wydawało się, że dwie Amerykanki pozostaną współwłaścicielkami rekordu. Ostatecznie King odniosła jednak dwudzieste zwycięstwo, wygrywając w 1979 w deblu w parze z Martiną Navrátilovą. Niezwykłym zbiegiem okoliczności dzień przed jubileuszowym zwycięstwem wimbledońskim Billie Jean King goszcząca na turnieju sędziwa Elizabeth Ryan zmarła na atak serca. King dzierżyła rekord wimbledońskich triumfów samotnie przez dwadzieścia cztery lata, a jej wynik wyrównała w 2003 Navrátilová, wygrywając w wieku czterdziestu sześciu lat miksta z Hindusem Leanderem Paesem.
Wielkie sukcesy Billie Jean King odnosiła nie tylko na kortach Wimbledonu. Ma na koncie cztery zwycięstwa w grze pojedynczej w Nowym Jorku (w mistrzostwach USA zarówno jako amatorka, jak i w erze „open”). Ten sam turniej wygrywała również pięć razy w deblu i cztery w mikście, a zwycięstwo w 1980 w parze z Navrátilovą było jej ostatnim triumfem w Wielkim Szlemie. Nieco mniej szczęśliwe były dla Amerykanki dwa pozostałe turnieje, ale zarówno mistrzostwa Australii, jak i Francji wygrywała w grze pojedynczej i mieszanej, a turniej paryski także w deblu. Jedyny tytuł, którego w bogatej karierze King brakuje, to gra podwójna Australian Open. Łączna liczba zwycięstw wielkoszlemowych – 39 – plasuje ją na trzecim miejscu wśród kobiet w historii (ex aequo z Sereną Williams), jedynie za Navrátilovą i Margaret Smith Court. Była piątą zawodniczką w historii, której udało się triumfować we wszystkich turniejach wielkoszlemowych w singlu – przed nią uczyniły to Margaret Court, Maureen Connolly, Doris Hart i Shirley Fry; później udało się to osiągnąć także Navrátilovej, Chris Evert, Steffi Graf, Serenie Williams i Marii Szarapowej. W 1967 King przyczyniła się do zdobycia Wielkiego Szlema w grze mieszanej przez Owena Davidsona; wygrali wspólnie Wimbledon, mistrzostwa Francji i USA, a Davidson wcześniej w parze z Lesley Turner mistrzostwa Australii.
Przez siedem sezonów figurowała na czele rankingu tenisistek amerykańskich; w światowej dziesiątce była nieprzerwanie w latach 1963–1980, w tym jako numer 1 w latach 1966–1968, 1971 i 1974.
Billie Jean King kontynuowała karierę do początku lat 80., stanowiąc przykład długowieczności sportowej. Jeszcze w swoim ostatnim starcie na Wimbledonie w 1983 osiągnęła półfinał, pokonując m.in. Wendy Turnbull i Kathy Jordan, a przegrywając z Andreą Jaeger. Udzielała się jeszcze sporadycznie w deblu, gdzie ostatni mecz rozegrała w 1990 w turnieju Virginia Slims w Boca Raton na Florydzie; jej partnerką w tym turnieju była młodsza o ponad trzydzieści lat Jennifer Capriati, którą wprowadzała w świat tenisa zawodowego. Na koncie Billie Jean King jest czterdzieści siedem wygranych turniejów amatorskich i osiemdziesiąt dwa zawodowe, ostatni wygrała w 1983 w Birmingham.
Należy wspomnieć o sukcesach reprezentacyjnych i trenerskich Amerykanki. Występowała w Pucharze Wightman w latach 1961–1967, 1970, 1977 i 1978, w Pucharze Federacji w latach 1963–1967 i 1976-1979, przyczyniając się siedmiokrotnie do zdobycia trofeum. W latach 1995–2002 pełniła funkcję kapitana reprezentacji pucharowej, prowadząc zespół do kolejnego triumfu w 1996. Duże sukcesy odniosła także jako trener ekipy narodowej na igrzyskach olimpijskich w Atlancie (1996) i Sydney (2000). Jej podopieczne sięgały na obu olimpiadach po złote medale zarówno w singlu (1996 Lindsay Davenport, 2000 Venus Williams), jak i deblu (1996 Mary Joe Fernández i Gigi Fernández, 2000 siostry Williams). Zakończyła pracę z zespołem w Pucharze Federacji po odsunięciu z ekipy Jennifer Capriati; osłabione Amerykanki (Monica Seles i Lisa Raymond) przegrały w 2002 z niżej notowanymi Austriaczkami, a funkcję kapitana po rezygnacji King objęła Zina Garrison-Jackson.
Tenis Billie Jean King opierał się przede wszystkim na ataku. Praworęczna zawodniczka (na korcie występująca w okularach) dysponowała mocnym serwisem i precyzyjnym wolejem, szczególnie ze strony bekhendowej. Była perfekcjonistką w przygotowaniu fizycznym i atletycznym, w każdy mecz wkładała dużo ambicji. Ofensywny styl gry zapewniał jej sukcesy na szybkich nawierzchniach (w jej czasach trzy z czterech imprez wielkoszlemowych rozgrywano na trawie), ale potrafiła także triumfować na kortach ziemnych, co udowodniła m.in. na French Open w Paryżu w 1972 czy Italian Open w Rzymie w 1970.

## Zasługi i dokonania
Odegrała znaczącą rolę dla rozwoju tenisa zawodowego kobiet. Wraz z początkiem ery „open” w 1968 podpisała zawodowy kontrakt i występowała wspólnie ze swoją wielokrotną partnerką deblową Rosie Casals, Francuzką Françoise Durr oraz Brytyjką Ann Haydon-Jones, niezależnie od męskich rozgrywek zawodowych z udziałem Roda Lavera, Kena Rosewalla, Pancho Gonzáleza, Andrésa Gimeno, Freda Stolle i Roya Emersona (tzw. National Tennis League). Wkrótce przyczyniła się do powstania serii zawodowych imprez kobiecych pod nazwą Virginia Slims Tour. Wspierała ją w tej idei wydawczyni magazynu „World Tennis” Gladys Heldman, a opiekę sponsorską zapewniał Joe Cullman, związany z koncernem tytoniowym Philip Morris. Niezależnie od Virginia Slims w 1973 King była w gronie twórców Women’s Tennis Association (WTA), organizacji tenisistek zawodowych (która później przejęła opiekę nad cyklem rozgrywek, WTA Tour), i pełniła w niej funkcję pierwszej prezeski (do 1975). W 1974 była z kolei pierwszą kobietą-trenerką w rozgrywkach zawodowych World Team Tennis, prowadząc (jako grający szkoleniowiec) zespół Philadelphia Freedoms. Wygrywała te rozgrywki w 1976 i 1976 wraz z drużyną New York Apples.

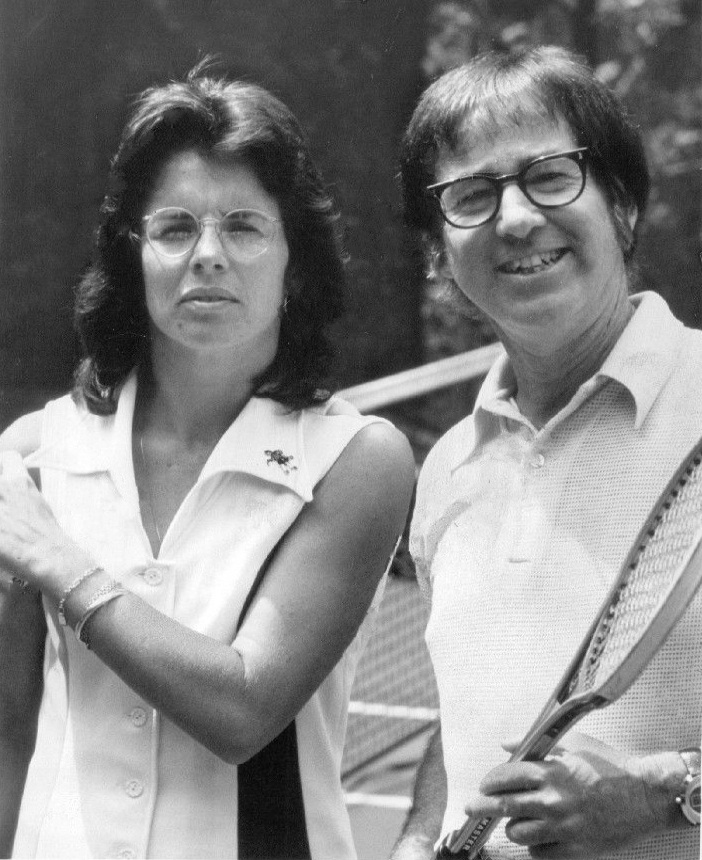
Billie Jean King i Bobby Riggs w 1973 roku

Znana była z walki o finansowe równouprawnienie kobiet w turniejach tenisowych. W początkach ery „open” różnice między nagrodami w turniejach dla mężczyzn i kobiet były znaczące – np. w turnieju Pacific Southwest Open w 1970 12,5 tysiąca dolarów do 1,5 tysiąca. Wygrywając US Open w 1972 King odczuła tę różnicę osobiście – otrzymała 15 tysięcy dolarów mniej niż triumfator gry pojedynczej panów Rumun Ilie Năstase. Rozpoczęła wówczas zdecydowaną kampanię na rzecz wyrównania wysokości nagród, grożąc nawet organizatorom US Open bojkotem. Akcja ta sprawiła, że edycja 1973 US Open stanowiła pierwszy turniej wielkoszlemowy, na którym nagrody były równe; inne imprezy broniły się przed tymi zmianami znacznie dłużej. W 1971 King stała się z kolei pierwszą kobietą w sporcie zawodowym, której zarobki w ciągu jednego sezonu przekroczyły 100 tysięcy dolarów amerykańskich. Łącznie zarobiła na korcie prawie dwa miliony dolarów.
Jeszcze przed początkiem ery „open” King zasłynęła krytyką Amerykańskiego Stowarzyszenia Tenisowego, kiedy oskarżyła organizatorów turniejów amatorskich o promowanie ukrytego zawodowstwa. Miało to polegać na wręczaniu nieoficjalnych premii najlepszym graczom, czym zapewniano sobie ich udział w imprezie. Jeszcze większe emocje wzbudziła słynna „wojna płci” w 1973. Były mistrz Wimbledonu Bobby Riggs, liczący sobie już 55 lat, rzucił wyzwanie czołowym zawodniczkom, twierdząc, że udowodni wyższość tenisa męskiego. Wyzwanie podjęły King i Margaret Court. O ile Court nie sprostała Riggsowi, to King okazała się zdecydowanie lepsza (6:4, 6:3, 6:3), nie zwracając uwagi na prowokacje rywala, który wyszedł na kort w damskiej spódniczce, usiłował wręczyć bukiet kwiatów i ceremonialnie pocałować tenisistkę w rękę.

## Wyróżnienia i nagrody
Billie Jean King została uhonorowana przez Associated Press tytułem Female Athlete of the Year w 1967 roku. Została uznana przez magazyn Time Człowiekiem Roku 1975. W 1987 roku została dołączona do Międzynarodowej Tenisowej Galerii Sławy. Zajmowała poczesne miejsca w klasyfikacjach na tenisistkę XX wieku, znalazła się również w gronie stu najważniejszych Amerykanek XX wieku według magazynu „Life” (1990). Jej imię nadano w 1998 pucharowi wręczanemu zwyciężczyni kobiecego Masters (WTA Tour Championships). Międzynarodowa Federacja Tenisowa (ITF) przyznała jej najwyższe wyróżnienie – nagrodę im. Philippe Chatriera (2003).
12 sierpnia 2009 otrzymała Medal Wolności (Presidential Medal of Freedom) od prezydenta Baracka Obamy za jej działania na rzecz praw kobiet i osób LGBTQ. „To szansa dla mnie – i Stanów Zjednoczonych – aby powiedzieć «dziękuję» niektórym z najlepszych obywateli tego kraju i wszystkich krajów” powiedział prezydent Obama.
Decyzją prezydenta Obamy Billie Jean King reprezentowała Stany Zjednoczone na otwarciu Zimowych Igrzysk Olimpijskich 2014 w Soczi, co zostało przez amerykańskie środowiska LGBT przyjęte jako przesłanie pod adresem prezydenta Putina i przeciwko ustawie, zabraniającej popularyzowania zachowań homoseksualnych wśród dzieci i młodzieży.

## Życie prywatne
Córka strażaka i gospodyni domowej; oboje rodzice amatorsko uprawiali sport – ojciec grał w koszykówkę, matka pływała. Młodszy brat Randy Moffitt został zawodowym baseballistą. 17 września 1965 r. wzięła ślub z amerykańskim prawnikiem Lawrence’em Kingiem. W 1987 r. rozwiodła się z mężem. Wcześniej, w 1971 roku poddała się aborcji. Rok później, w programie „60 minut” wyznała, że ani ona, ani jej mąż, nie byli gotowi na dziecko, poza tym obydwoje zajęci byli własnymi karierami. King była pierwszą znaną amerykańską sportsmenką, która przyznała się do orientacji biseksualnej, kiedy potwierdziła swój związek ze współpracowniczką Marilyn Barnett. Działa na rzecz praw osób LGBTQ+, występuje w filmach edukacyjnych (m.in. dotyczących AIDS), za co otrzymała wiele wyróżnień. Jest wegetarianką. Obecnie Billie Jean King mieszka w Chicago i Nowym Jorku ze swoją żoną, także byłą tenisistką, Ilaną Kloss.

## Osiągnięcia sportowe
Osiągnięcia w turniejach wielkoszlemowych:
- mistrzostwa Australii
  - gra pojedyncza – wygrana 1968, finał 1969
  - gra podwójna – finały 1965, 1969
  - gra mieszana – wygrana 1968
- mistrzostwa Francji
  - gra pojedyncza – wygrana 1972
  - gra podwójna – wygrana 1972, finały 1968, 1970
  - gra mieszana – wygrane 1967, 1970, finał 1968
- Wimbledon
  - gra pojedyncza – wygrane 1966, 1967, 1968, 1972, 1973, 1975, finały 1963, 1969, 1970
  - gra podwójna – wygrane 1961, 1962, 1965, 1967, 1968, 1970, 1971, 1972, 1973, 1979, finały 1964, 1976
  - gra mieszana – wygrane 1967, 1971, 1973, 1974, finały 1966, 1978, 1983
- mistrzostwa USA
  - gra pojedyncza – wygrane 1967, 1971, 1972, 1974, finały 1965, 1968
  - gra podwójna – wygrane 1964, 1967, 1974, 1978, 1980, finały 1962, 1965, 1966, 1968, 1973, 1975, 1979
  - gra mieszana – wygrane 1967, 1971, 1973, 1976, finały 1975, 1977, 1978

Finały turniejów wielkoszlemowych w grze pojedynczej:
- Wimbledon 1963 – 3:6, 4:6 z Margaret Court
- mistrzostwa USA 1965 – 6:8, 5:7 z Margaret Court
- Wimbledon 1966 – 6:3, 3:6, 6:1 z Marią Bueno
- Wimbledon 1967 – 6:3, 6:4 z Ann Haydon-Jones
- mistrzostwa USA 1967 – 11:9, 6:4 z Ann Haydon Jones
- mistrzostwa Australii 1968 – 6:1, 6:2 z Margaret Court
- Wimbledon 1968 – 9:7, 7:5 z Judy Tegart-Dalton
- US Open 1968 – 4:6, 2:6 z Virginią Wade
- Australian Open 1969 – 4:6, 1:6 z Margaret Court
- Wimbledon 1969 – 6:3, 3:6, 2:6 z Ann Haydon-Jones
- Wimbledon 1970 – 12:14, 9:11 z Margaret Court
- US Open 1971 – 6:4, 7:6 z Rosie Casals
- French Open 1972 – 6:3, 6:3 z Evonne Goolagong
- Wimbledon 1972 – 6:3, 6:3 z Evonne Goolagong
- US Open 1972 – 6:3, 7:5 z Kerry Melville-Reid
- Wimbledon 1973 – 6:0, 7:5 z Chris Evert
- US Open 1974 – 3:6, 6:3, 7:5 z Evonne Goolagong
- Wimbledon 1975 – 6:0, 6:1 z Evonne Goolagong

Zwycięstwa turniejowe w erze „open”:
- 1968 Wimbledon
- 1969 Pacific Southwest, South African Open, Natal, Dublin, Sztokholm
- 1970 Rzym, Sydney, Durban, Londyn (hala), Richmond
- 1971 US Open, San Francisco, Long Beach, Milwaukee, Oklahoma City, Chattanooga, Detroit (US Indoors), Boston, San Diego, Hamburg (German Open), Hoylake, Kitzbuehel, Houston, US Clay Courts, Louisville, Phoenix, Londyn (hala)
- 1972 French Open, US Open, Wimbledon, Phoenix, Richmond, Indianapolis, San Francisco, Tucson, Charlotte, Bristol
- 1973 Wimbledon, Phoenix, Indianapolis, Denver, Nottingham, Hawaje, Tokio (Toray)
- 1974 US Open, San Francisco, Waszyngton, Detroit, Akron, Nowy Jork (US Indoors)
- 1975 Wimbledon, Sarasota
- 1977 Lionel, San Antonio, Phoenix, San Paulo, San Juan, Japan Invitational, Londyn (hala)
- 1979 Tokio (Sillook), Sztokholm
- 1980 Detroit, Houston, Tokio (Sillook)
- 1982 Birmingham
- 1983 Birmingham

## Historia występów wielkoszlemowych
Legenda
     W, wygrany turniej
     F, przegrana w finale
     SF, przegrana w półfinale
     QF, przegrana w ćwierćfinale
     xR, przegrana w x rundzie
      A, brak startu
     NH, turniej się nie odbył
Turniej Australian Open odbył się dwukrotnie w 1977 roku (styczeń i grudzień), za to nie został rozegrany w 1986.
     Początek Ery Open

### Występy w grze pojedynczej
| Australian Open        | A                   | A                   | A                   | A                   | A                   | A  | SF | A  | A  | W |    | F  | A  | A  | A | A  | A  | A | A | A  | A  | A  | A  | A  | A | QF | 2R | A | 1 / 5 (0 / 3)    | 16 – 4 (8 – 3)      |  |  |  |  |  |  |  |
| French Open            | A                   | A                   | A                   | A                   | A                   | A  | A  | A  | QF |   | SF | QF | QF | A  | W | A  | A  | A | A | A  | A  | A  | A  | QF | A | 3R | A  | A | 1 / 7 (1 / 6)    | 21 – 6 (18 – 5)     |  |  |  |  |  |  |  |
| Wimbledon              | A                   | A                   | 2R                  | QF                  | F                   | SF | SF | W  | W  |   | W  | F  | F  | SF | W | W  | QF | W | A | QF | QF | QF | QF | QF | A | SF | SF | A | 6 / 21 (4 / 14)  | 95 – 15 (65 – 10)   |  |  |  |  |  |  |  |
| US Open                | 1R                  | 3R                  | 2R                  | 1R                  | 4R                  | QF | F  | 2R | W  |   | F  | QF | A  | W  | W | 3R | W  | A | A | QF | QF | A  | SF | A  | A | 1R | A  | A | 4 / 18 (3 / 9)   | 58 – 14 (36 – 6)    |  |  |  |  |  |  |  |
|                        |                     |                     |                     |                     |                     |    |    |    |    |   |    |    |    |    |   |    |    |   |   |    |    |    |    |    |   |    |    |   |                  |                     |  |  |  |  |  |  |  |
| Ranking na koniec roku | nie był publikowany | nie był publikowany | nie był publikowany | nie był publikowany | nie był publikowany | 7  | 4  | 1  | 1  | 1 | 1  | 3  | 2  | 1  | 1 | 2  | 1  | 4 | – | 2  | 2  | 5  | 5  | 6  | – | 14 | 12 | – | 12 / 51 (8 / 32) | 190 – 39 (127 – 24) |  |  |  |  |  |  |  |

### Występy w grze podwójnej
| Turniej                | 1959 | 1960 | 1961 | 1962 | 1963 | 1964 | 1965 | 1966 | 1967 | 1968 | 1968 | 1969 | 1970 | 1971 | 1972 | 1973 | 1974 | 1975 | 1976 | 1977 | 1977 | 1978 | 1979 | 1980 | 1981 | 1982 | 1983 | 1984 | 1985 |  | 1987 |  | 1989 | 1990 | Tytuły (w EO)     | Z–P (w EO)          |  |
| ---------------------- | ---- | ---- | ---- | ---- | ---- | ---- | ---- | ---- | ---- | ---- | ---- | ---- | ---- | ---- | ---- | ---- | ---- | ---- | ---- | ---- | ---- | ---- | ---- | ---- | ---- | ---- | ---- | ---- | ---- |  | ---- |  | ---- | ---- | ----------------- | ------------------- |  |
| Australian Open        | A    | A    | A    | A    | A    | A    | F    | A    | A    | SF   |      | F    | A    | A    | A    | A    | A    | A    | A    | A    | A    | A    | A    | A    | A    | SF   | SF   | A    | A    |  | A    |  | A    | A    | 0 / 5 (0 / 3)     | 13 – 5 (8 – 3)      |  |
| French Open            | A    | A    | A    | A    | A    | A    | A    | A    | QF   |      | F    | QF   | F    | A    | W    | A    | A    | A    | A    | A    | A    | A    | A    | 1R   | QF   | A    | A    | A    | A    |  | A    |  | A    | A    | 1 / 7 (1 / 6)     | 13 – 6 (12 – 5)     |  |
| Wimbledon              | A    | A    | W    | W    | 2R   | F    | W    | QF   | W    |      | W    | 3R   | W    | W    | W    | W    | QF   | SF   | F    | 2R   | 2R   | QF   | W    | SF   | A    | 2R   | 3R   | A    | A    |  | A    |  | A    | A    | 10 / 22 (6 / 15)  | 74 – 12 (47 – 9)    |  |
| US Open                | A    | A    | A    | F    | QF   | W    | F    | F    | W    |      | F    | SF   | A    | A    | SF   | F    | W    | F    | QF   | QF   | QF   | W    | F    | W    | A    | 3R   | SF   | QF   | A    |  | A    |  | A    | A    | 5 / 20 (3 / 14)   | 73 – 14 (50 – 10)   |  |
|                        |      |      |      |      |      |      |      |      |      |      |      |      |      |      |      |      |      |      |      |      |      |      |      |      |      |      |      |      |      |  |      |  |      |      |                   |                     |  |
| Ranking na koniec roku |      |      |      |      |      |      |      |      |      |      |      |      |      |      |      |      |      |      |      |      |      |      |      |      |      |      |      | 25   | –    |  | –    |  | –    | –    | 16 / 54 (10 / 38) | 173 – 37 (117 – 27) |  |

### Występy w grze mieszanej
| Australian Open | A | A | A  | A  | A  | A  | QF | A | A | W |    | SF | Turniej nie był rozgrywany | Turniej nie był rozgrywany | Turniej nie był rozgrywany | Turniej nie był rozgrywany | Turniej nie był rozgrywany | Turniej nie był rozgrywany | Turniej nie był rozgrywany | Turniej nie był rozgrywany | Turniej nie był rozgrywany | Turniej nie był rozgrywany | Turniej nie był rozgrywany | Turniej nie był rozgrywany | Turniej nie był rozgrywany | Turniej nie był rozgrywany | Turniej nie był rozgrywany | 1 / 3 (0 / 1)    | 3 – 3 (1 – 1)     |  |  |  |  |  |  |
| French Open     | A | A | A  | A  | A  | A  | A  | A | W |   | F  | SF | W                          | A                          | QF                         | A                          | A                          | A                          | A                          | A                          | A                          | A                          | A                          | 2R                         | A                          | A                          | A                          | 2 / 6 (1 / 5)    | 10 – 6 (9 – 5)    |  |  |  |  |  |  |
| Wimbledon       | A | A | 1R | A  | A  | 2R | A  | F | W |   | SF | QF | 3R                         | W                          | SF                         | W                          | W                          | 3R                         | 2R                         | SF                         | F                          | 3R                         | QF                         | A                          | 3R                         | F                          | A                          | 4 / 19 (3 / 15)  | 40 – 15 (36 – 13) |  |  |  |  |  |  |
| US Open         | A | A | A  | 2R | SF | QF | A  | A | W |   | A  | 3R | A                          | W                          | SF                         | W                          | SF                         | F                          | W                          | F                          | F                          | 2R                         | A                          | A                          | 2R                         | 2R                         | 3R                         | 4 / 17 (3 / 13)  | 28 – 16 (23 – 12) |  |  |  |  |  |  |
|                 |   |   |    |    |    |    |    |   |   |   |    |    |                            |                            |                            |                            |                            |                            |                            |                            |                            |                            |                            |                            |                            |                            |                            |                  |                   |  |  |  |  |  |  |
|                 |   |   |    |    |    |    |    |   |   |   |    |    |                            |                            |                            |                            |                            |                            |                            |                            |                            |                            |                            |                            |                            |                            |                            | 11 / 45 (7 / 34) | 81 – 40 (69 – 31) |  |  |  |  |  |  |

## Finały turniejów WTA
| Legenda                     | Legenda |
| --------------------------- | ------- |
| Wielki Szlem                |         |
| Igrzyska olimpijskie        |         |
| WTA Tour Championships      |         |
| WTA Doubles Championships   |         |
| Toyota Series Championships |         |
| 1971 – 1987                 |         |
| Virginia Slims Circuit      |         |
| Grand Prix Series           |         |
| Colgate Series              |         |

### Gra pojedyncza 183 (129–54)

#### Przed Erą Open 60 (47–13)
| Końcowy wynik | Nr  | Data                | Turniej               | Nawierzchnia    | Przeciwniczka            | Wynik finału   |
| ------------- | --- | ------------------- | --------------------- | --------------- | ------------------------ | -------------- |
| Zwyciężczyni  | 1.  | 7 sierpnia 1960     | Filadelfia            | Trawiasta       | Carole Caldwell          | 6:1, 6:0       |
| Finalistka    | 1.  | 12 maja 1961        | Ojai Valley           | Twarda          | Karen Hantze             | 4:6, 1:6       |
| Zwyciężczyni  | 2.  | 30 lipca 1961       | Haverford             | Trawiasta       | Justina Bricka           | 6:3, 6:4       |
| Zwyciężczyni  | 3.  | 6 sierpnia 1961     | Filadelfia            | Trawiasta       | Edda Buding              | 6:3, 6:4       |
| Zwyciężczyni  | 4.  | 9 kwietnia 1962     | Pasadena              | Twarda          | Carole Caldwell          | 6:3, 3:6, 9:7  |
| Finalistka    | 2.  | 11 maja 1962        | Los Angeles           | Twarda          | Karen Susman             | 3:6, 4:6       |
| Zwyciężczyni  | 5.  | 9 kwietnia 1963     | Pasadena              | Twarda          | Patricia Cody            | 6:2, 6:2       |
| Zwyciężczyni  | 6.  | 12 maja 1963        | Los Angeles           | Twarda          | Darlene Hard             | 6:4, 6:3       |
| Finalistka    | 3.  | 6 lipca 1963        | Wimbledon             | Trawiasta       | Margaret Smith           | 3:6, 4:6       |
| Zwyciężczyni  | 7.  | 14 lipca 1963       | Dublin                | Trawiasta       | Carole Caldwell          | 6:4, 6:3       |
| Finalistka    | 4.  | 21 września 1963    | Los Angeles           | Twarda          | Darlene Hard             | 3:6, 3:6       |
| Finalistka    | 5.  | 17 stycznia 1964    | Dallas                | Dywanowa (hala) | Nancy Richey             | 2:6, 5:7       |
| Zwyciężczyni  | 8.  | 23 lutego 1964      | Tucson                | Twarda          | Vicky Palmer             | 2:6, 6:1, 6:0  |
| Zwyciężczyni  | 9.  | 22 kwietnia 1964    | Ojai Valley           | Twarda          | Julie Heldman            | 3:6, 6:1, 6:4  |
| Finalistka    | 6.  | 8 maja 1964         | Los Angeles           | Twarda          | Carole Caldwell          | 5:7, 6:3, 1:6  |
| Zwyciężczyni  | 10. | 2 sierpnia 1964     | South Orange          | Trawiasta       | Nancy Richey             | 7:5, 3:6, 8:6  |
| Finalistka    | 7.  | 9 sierpnia 1964     | Locust Valley         | Trawiasta       | Nancy Richey             | 3:6, 6:1, 4:6  |
| Zwyciężczyni  | 11. | 16 sierpnia 1964    | Manchester-by-the-Sea | Trawiasta       | Karen Susman             | 6:4, 4:6, 11:9 |
| Finalistka    | 8.  | 5 października 1964 | Los Angeles           | Twarda          | Maria Bueno              | 6:3, 3:6, 2:6  |
| Finalistka    | 9.  | 29 listopada 1964   | Sydney                | Trawiasta       | Margaret Smith           | 4:6, 3:6       |
| Finalistka    | 10. | 2 stycznia 1965     | Adelaide              | Trawiasta       | Gail Sherriff            | 6:2, 4:6, 1:6  |
| Zwyciężczyni  | 12. | 25 kwietnia 1965    | Ojai Valley           | Twarda          | Kathleen Harter          | 6:4, 6:2       |
| Zwyciężczyni  | 13. | 7 maja 1965         | Los Angeles           | Twarda          | Kathleen Harter          | 6:3, 6:1       |
| Zwyciężczyni  | 14. | 22 maja 1965        | Portola Valley        | Twada           | Rosie Casals             | 6:2, 8:6       |
| Zwyciężczyni  | 15. | 25 lipca 1965       | Haverford             | Trawiasta       | Carole Caldwell Graebner | 6:1, 6:2       |
| Zwyciężczyni  | 16. | 1 sierpnia 1965     | South Orange          | Trawiasta       | Jane Albert              | 7:5, 6:3       |
| Zwyciężczyni  | 17. | 22 sierpnia 1965    | Manchester-by-the-Sea | Trawiasta       | Carol Hanks              | 6:2, 10:8      |
| Finalistka    | 11. | 12 września 1965    | U.S. National         | Trawiasta       | Margaret Smith           | 6:8, 5:7       |
| Zwyciężczyni  | 18. | 21 lutego 1966      | Chestnut Hill         | Dywanowa (hala) | Mary-Ann Eisel           | 6:0, 6:2       |
| Zwyciężczyni  | 19. | 20 marca 1966       | Phoenix               | Twarda          | Mary-Ann Eisel           | 6:3, 6:2       |
| Zwyciężczyni  | 20. | 10 kwietnia 1966    | Johannesburg          | Twarda          | Margaret Smith           | 6:3, 6:2       |
| Zwyciężczyni  | 21. | 27 kwietnia 1966    | Ojai Valley           | Twada           | Rosie Casals             | 6:2, 6:4       |
| Zwyciężczyni  | 22. | 7 maja 1966         | Los Angeles           | Twarda          | Tory Ann Fretz           | 6:3, 10:8      |
| Zwyciężczyni  | 23. | 22 maja 1966        | La Jolla              | Twarda          | Patti Hogan              | 7:5, 6:0       |
| Zwyciężczyni  | 24. | 30 maja 1966        | Tulsa                 | Ceglana         | Carol Hanks              | 6:0, 6:1       |
| Zwyciężczyni  | 25. | 3 czerwca 1966      | Manchester            | Trawiasta       | Winnie Shaw              | 6:2, 6:1       |
| Zwyciężczyni  | 26. | 9 lipca 1966        | Wimbledon             | Trawiasta       | Maria Bueno              | 6:3, 3:6, 6:1  |
| Zwyciężczyni  | 27. | 13 sierpnia 1966    | Locust Valley         | Trawiasta       | Karen Krantzcke          | 6:2, 6:0       |
| Finalistka    | 12. | 13 lutego 1967      | Salem                 | Dywanowa (hala) | Mary-Ann Eisel           | 4:6, 7:5, 9:11 |
| Zwyciężczyni  | 28. | 19 lutego 1967      | Winchester            | Dywanowa (hala) | Trudy Groenman           | 6:1, 6:0       |
| Zwyciężczyni  | 29. | 28 lutego 1967      | San Rafael            | Dywanowa (hala) | Patti Hogan              | 6:3, 8:6       |
| Zwyciężczyni  | 30. | 20 marca 1967       | Johannesburg          | Twarda          | Maria Bueno              | 7:5, 5:7, 6:2  |
| Zwyciężczyni  | 31. | 7 maja 1967         | Portola Valley        | Twarda          | Rosie Casals             | 6:1, 6:3       |
| Zwyciężczyni  | 32. | 15 maja 1967        | Charlotte             | Ceglana         | Jane Bartkowicz          | 6:1, 6:2       |
| Zwyciężczyni  | 33. | 8 lipca 1967        | Wimbledon             | Trawiasta       | Ann Haydon-Jones         | 6:3, 6:4       |
| Zwyciężczyni  | 34. | 4 sierpnia 1967     | South Orange          | Trawiasta       | Kathleen Harter          | 4:6, 6:2, 6:3  |
| Zwyciężczyni  | 35. | 21 sierpnia 1967    | Manchester-by-the-Sea | Trawiasta       | Kerry Melville           | 8:6, 6:1       |
| Zwyciężczyni  | 36. | 10 września 1967    | U.S. National         | Trawiasta       | Ann Haydon-Jones         | 11:9, 6:4      |
| Zwyciężczyni  | 37. | 24 września 1967    | Los Angeles           | Twarda          | Rosie Casals             | 6:0, 6:4       |
| Zwyciężczyni  | 38. | 5 listopada 1967    | Buenos Aires          | Ceglana         | Rosie Casals             | 6:3, 3:6, 6:2  |
| Zwyciężczyni  | 39. | 3 grudnia 1967      | Melbourne             | Trawiasta       | Lesley Turner            | 6:3, 3:6, 7:5  |
| Finalistka    | 13. | 17 grudnia 1967     | Adelaide              | Trawiasta       | Judy Tegart              | 6:4, 1:6, 4:6  |
| Zwyciężczyni  | 40. | 7 stycznia 1968     | Perth                 | Trawiasta       | Margaret Smith Court     | 6:2, 6:4       |
| Zwyciężczyni  | 41. | 14 stycznia 1968    | Hobart                | Trawiasta       | Judy Tegart              | 6:2, 6:4       |
| Zwyciężczyni  | 42. | 27 stycznia 1968    | Australian Open       | Trawiasta       | Margaret Smith Court     | 6:1, 6:2       |
| Zwyciężczyni  | 43. | 19 lutego 1968      | Salem                 | Dywanowa (hala) | Mary-Ann Eisel           | 6:3, 6:4       |
| Zwyciężczyni  | 44. | 25 lutego 1968      | Winchester            | Dywanowa (hala) | Rosie Casals             | 6:3, 9:7       |
| Zwyciężczyni  | 45. | 3 marca 1968        | Brookville            | Dywanowa (hala) | Rosie Casals             | 31:20          |
| Zwyciężczyni  | 46. | 15 kwietnia 1968    | Cannes                | Ceglana         | Rosie Casals             | 10:6           |
| Zwyciężczyni  | 47. | 19 kwietnia 1968    | Paryż                 | Ceglana         | Ann Haydon-Jones         | 9:7, 6:4       |

#### W Erze Open 123 (82–41)
| Końcowy wynik | Nr  | Data                 | Turniej                     | Nawierzchnia    | Przeciwniczka           | Wynik finału                                               |
| ------------- | --- | -------------------- | --------------------------- | --------------- | ----------------------- | ---------------------------------------------------------- |
| Zwyciężczyni  | 1.  | 6 maja 1968          | Londyn                      | Dywanowa (hala) | Ann Haydon-Jones        | 4:6, 9:7, 7:5                                              |
| Finalistka    | 1.  | 19 maja 1968         | Nowy Jork                   | Dywanowa (hala) | Ann Haydon-Jones        | 4:6, 4:6                                                   |
| Zwyciężczyni  | 2.  | 6 lipca 1968         | Wimbledon                   | Trawiasta       | Judy Tegart             | 9:7, 7:5                                                   |
| Zwyciężczyni  | 3.  | 21 lipca 1968        | Los Angeles                 | Dywanowa (hala) | Ann Haydon-Jones        | 12:10, 6:3                                                 |
| Zwyciężczyni  | 4.  | 11 sierpnia 1968     | Binghamton                  |                 | Rosie Casals            | 10:8, 6:4                                                  |
| Finalistka    | 2.  | 19 sierpnia 1968     | Fort Worth                  | Ceglana         | Ann Haydon-Jones        | 1:6, 2:6                                                   |
| Finalistka    | 3.  | 8 września 1968      | US Open                     | Trawiasta       | Virginia Wade           | 4:6, 2:6                                                   |
| Finalistka    | 4.  | 27 stycznia 1969     | Australian Open             | Trawiasta       | Margaret Smith Court    | 4:6, 1:6                                                   |
| Zwyciężczyni  | 5.  | 28 lutego 1969       | Portland                    | Dywanowa (hala) | Ann Haydon-Jones        | 6:3, 6:3                                                   |
| Zwyciężczyni  | 6.  | 2 marca 1969         | Hayward                     | Dywanowa (hala) | Ann Haydon-Jones        | 6:3, 6:2                                                   |
| Zwyciężczyni  | 7.  | 13 marca 1969        | Los Angeles                 | Twarda          | Ann Haydon-Jones        | 17:15, 6:3                                                 |
| Zwyciężczyni  | 8.  | 14 kwietnia 1969     | Johannesburg                | Twarda          | Nancy Richey            | 6:3, 6:4                                                   |
| Zwyciężczyni  | 9.  | 20 kwietnia 1969     | Durban                      | Twarda          | Annette Du Plooy        | 6:4, 6:1                                                   |
| Finalistka    | 5.  | 14 czerwca 1969      | Bristol                     | Trawiasta       | Margaret Smith Court    | 3:6, 3:6                                                   |
| Finalistka    | 6.  | 5 lipca 1969         | Wimbledon                   | Trawiasta       | Ann Haydon-Jones        | 6:3, 3:6, 2:6                                              |
| Zwyciężczyni  | 10. | 11 lipca 1969        | Dublin                      | Trawiasta       | Virginia Wade           | 6:2, 6:2                                                   |
| Zwyciężczyni  | 11. | 11 sierpnia 1969     | St. Louis                   | Dywanowa (hala) | Rosie Casals            | 6:4, 6:2                                                   |
| Zwyciężczyni  | 12. | 14 sierpnia 1969     | Binghamton                  |                 | Ann Haydon-Jones        | 10:8, 3:6, 6:4                                             |
| Zwyciężczyni  | 13. | 14 września 1969     | Incline Village             |                 | Rosie Casals            | 6:0, 6:4                                                   |
| Zwyciężczyni  | 14. | 28 września 1969     | Los Angeles                 | Twarda (hala)   | Ann Haydon-Jones        | 6:2, 6:3                                                   |
| Zwyciężczyni  | 15. | 10 października 1969 | Midland                     |                 | Rosie Casals            | 6:3, 6:3                                                   |
| Finalistka    | 7.  | 12 października 1969 | Las Vegas                   | Twarda          | Nancy Richey            | 6:2, 4:6, 1:6                                              |
| Finalistka    | 8.  | 19 października 1969 | Walla Walla                 |                 | Rosie Casals            | 6:8                                                        |
| Finalistka    | 9.  | 22 listopada 1969    | Londyn                      | Twarda (hala)   | Ann Haydon-Jones        | 11:9, 2:6, 7:9                                             |
| Zwyciężczyni  | 16. | 29 listopada 1969    | Sztokholm                   | Dywanowa (hala) | Julie Heldman           | 9:7, 6:2                                                   |
| Finalistka    | 10. | 8 lutego 1970        | Filadelfia                  | Dywanowa (hala) | Margaret Smith Court    | 3:6, 6:7(12)                                               |
| Finalistka    | 11. | 19 lutego 1970       | Dallas                      | Dywanowa (hala) | Margaret Smith Court    | 6:1, 3:6, 9:11                                             |
| Zwyciężczyni  | 17. | 22 marca 1970        | Sydney                      | Trawiasta       | Margaret Smith Court    | 6:2, 4:6, 6:3                                              |
| Finalistka    | 12. | 3 kwietnia 1970      | Johannesburg                | Twarda          | Margaret Smith Court    | 4:6, 6:1, 3:6                                              |
| Zwyciężczyni  | 18. | 8 kwietnia 1970      | Kapsztad                    | Twarda          | Rosie Casals            | 6:1, 6:0                                                   |
| Zwyciężczyni  | 19. | 12 kwietnia 1970     | Durban                      | Twarda          | Margaret Smith Court    | 6:4, 2:6, 6:2                                              |
| Zwyciężczyni  | 20. | 27 kwietnia 1970     | Rzym                        | Ceglana         | Julie Heldman           | 6:1, 6:3                                                   |
| Finalistka    | 13. | 7 lipca 1970         | Wimbledon                   | Trawiasta       | Margaret Smith Court    | 12:14, 9:11                                                |
| Zwyciężczyni  | 21. | 8 listopada 1970     | Richmond                    | Ceglana (hala)  | Nancy Richey            | 6:3, 6:3                                                   |
| Zwyciężczyni  | 22. | 21 listopada 1970    | Londyn                      | Twarda (hala)   | Ann Haydon-Jones        | 8:6, 3:6, 6:1                                              |
| Zwyciężczyni  | 23. | 12 stycznia 1971     | San Francisco               | Dywanowa (hala) | Rosie Casals            | 6:3, 6:4                                                   |
| Zwyciężczyni  | 24. | 20 stycznia 1971     | Long Beach                  | Twarda (hala)   | Rosie Casals            | 6:3, 6:4                                                   |
| Zwyciężczyni  | 25. | 24 stycznia 1971     | Milwaukee                   | Twarda (hala)   | Rosie Casals            | 6:3, 6:2                                                   |
| Zwyciężczyni  | 26. | 31 stycznia 1971     | Oklahoma                    | Twarda (hala)   | Rosie Casals            | 1:6, 7:6, 6:4                                              |
| Zwyciężczyni  | 27. | 7 lutego 1971        | Chattanooga                 | Twarda (hala)   | Ann Haydon-Jones        | 6:4, 6:1                                                   |
| Finalistka    | 14. | 21 lutego 1971       | Fort Lauderdale             | Ceglana         | Françoise Durr          | 3:6, 6:3, 3:6                                              |
| Zwyciężczyni  | 28. | 1 marca 1971         | Winchester                  | Dywanowa (hala) | Rosie Casals            | 4:6, 6:2, 6:3                                              |
| Zwyciężczyni  | 29. | 24 marca 1971        | Detroit                     | Dywanowa (hala) | Rosie Casals            | 3:6, 6:1, 6:2                                              |
| Finalistka    | 15. | 30 marca 1971        | Nowy Jork                   | Dywanowa (hala) | Rosie Casals            | 4:6, 4:6                                                   |
| Finalistka    | 16. | 18 kwietnia 1971     | Las Vegas                   | Twarda          | Ann Haydon-Jones        | 5:7, 4:6                                                   |
| Zwyciężczyni  | 30. | 28 kwietnia 1971     | San Diego                   | Twarda          | Rosie Casals            | 3:6, 7:5, 6:1                                              |
| Zwyciężczyni  | 31. | 23 maja 1971         | Hamburg                     | Ceglana         | Helga Niessen Masthoff  | 6:3, 6:4                                                   |
| Finalistka    | 17. | 19 czerwca 1971      | Londyn                      | Trawiasta       | Margaret Smith Court    | 3:6, 6:3, 3:6                                              |
| Zwyciężczyni  | 32. | 18 lipca 1971        | Hoylake                     | Trawiasta       | Rosie Casals            | 6:3, 6:3                                                   |
| Zwyciężczyni  | 33. | 25 lipca 1971        | Kitzbühel                   | Ceglana         | Laura Rossouw           | 6:2, 4:6, 7:5                                              |
| Zwyciężczyni  | 34. | 8 sierpnia 1971      | Houston                     | Dywanowa (hala) | Kerry Melville          | 6:4, 4:6, 6:1                                              |
| Zwyciężczyni  | 35. | 15 sierpnia 1971     | Indianapolis                | Ceglana         | Linda Tuero             | 6:4, 7:5                                                   |
| Finalistka    | 18. | 22 sierpnia 1971     | Chicago                     | Dywanowa (hala) | Françoise Durr          | 4:6, 2:6                                                   |
| Zwyciężczyni  | 36. | 12 września 1971     | US Open                     | Trawiasta       | Rosie Casals            | 6:4, 7:6(2)                                                |
| Zwyciężczyni  | 37. | 19 września 1971     | Louisville                  | Ceglana         | Rosie Casals            | 6:1, 4:6, 6:3                                              |
| Finalistka    | 19. | 26 września 1971     | Los Angeles                 | Twarda          | Rosie Casals            | 6:6 niedokończony                                          |
| Zwyciężczyni  | 38. | 3 października 1971  | Phoenix                     | Twarda          | Rosie Casals            | 7:5, 6:1                                                   |
| Zwyciężczyni  | 39. | 29 października 1971 | Londyn                      | Twarda (hala)   | Françoise Durr          | 6:1, 5:7, 7:5                                              |
| Finalistka    | 20. | 5 grudnia 1971       | Christchurch                | Trawiasta       | Françoise Durr          | 0:6, 3:6                                                   |
| Zwyciężczyni  | 40. | 15 stycznia 1972     | San Francisco               | Dywanowa (hala) | Kerry Melville          | 7:6(0), 7:6(2)                                             |
| Finalistka    | 21. | 6 lutego 1972        | Fort Lauderdale             | Ceglana         | Chris Evert             | 1:6, 0:6                                                   |
| Finalistka    | 22. | 12 marca 1972        | Dallas                      | Dywanowa (hala) | Nancy Richey-Gunter     | 6:7(2), 1:6                                                |
| Zwyciężczyni  | 41. | 26 marca 1972        | Richmond                    | Ceglana (hala)  | Nancy Richey-Gunter     | 6:3, 6:4                                                   |
| Finalistka    | 23. | 9 kwietnia 1972      | Jacksonville                | Ceglana         | Marie Neumanová         | 4:6, 3:6                                                   |
| Zwyciężczyni  | 42. | 23 kwietnia 1972     | Tucson                      | Twarda          | Françoise Durr          | 6:0, 6:3                                                   |
| Zwyciężczyni  | 43. | 6 maja 1972          | Indianapolis                | Dywanowa (hala) | Nancy Richey-Gunter     | 6:3, 6:3                                                   |
| Zwyciężczyni  | 44. | 3 czerwca 1972       | French Open                 | Ceglana         | Evonne Goolagong        | 6:3, 6:3                                                   |
| Zwyciężczyni  | 45. | 10 czerwca 1972      | Nottingham                  | Trawiasta       | Evonne Goolagong        | opady deszczu, King nagrodzona po wynikach z fazy grupowej |
| Zwyciężczyni  | 46. | 18 czerwca 1972      | Bristol                     | Trawiasta       | Kerry Melville          | 6:3, 6:2                                                   |
| Zwyciężczyni  | 47. | 9 lipca 1972         | Wimbledon                   | Trawiasta       | Evonne Goolagong        | 6:3, 6:3                                                   |
| Finalistka    | 24. | 20 sierpnia 1972     | Denver                      | Twarda          | Nancy Richey-Gunter     | 6:1, 4:6, 4:6                                              |
| Finalistka    | 25. | 27 sierpnia 1972     | Newport                     | Trawiasta       | Margaret Smith Court    | 4:6, 1:6                                                   |
| Zwyciężczyni  | 48. | 10 września 1972     | US Open                     | Trawiasta       | Kerry Melville          | 6:3, 7:5                                                   |
| Zwyciężczyni  | 49. | 17 września 1972     | Charlotte                   | Ceglana         | Margaret Smith Court    | 6:2, 6:2                                                   |
| Finalistka    | 26. | 24 września 1972     | Albany                      | Twarda          | Margaret Smith Court    | 4:6, 1:6                                                   |
| Zwyciężczyni  | 50. | 3 października 1972  | Phoenix                     | Twarda          | Margaret Smith Court    | 7:6(3), 6:3                                                |
| Zwyciężczyni  | 51. | 25 lutego 1973       | Indianapolis                | Dywanowa (hala) | Rosie Casals            | 5:7, 6:2, 6:4                                              |
| Finalistka    | 27. | 11 marca 1973        | Chicago                     | Dywanowa (hala) | Margaret Smith Court    | 2:6, 6:4, 4:6                                              |
| Finalistka    | 28. | 15 kwietnia 1973     | Winchester                  | Twarda (hala)   | Margaret Smith Court    | 2:6, 4:6                                                   |
| Zwyciężczyni  | 52. | 13 maja 1973         | Tokio                       | Dywanowa (hala) | Nancy Richey-Gunter     | 7:6, 5:7, 6:3                                              |
| Zwyciężczyni  | 53. | 9 czerwca 1973       | Mobile                      | Twarda          | Françoise Durr          | 6:3, 7:5                                                   |
| Zwyciężczyni  | 54. | 17 czerwca 1973      | Nottingham                  | Trawiasta       | Virginia Wade           | 8:6, 6:4                                                   |
| Zwyciężczyni  | 55. | 8 lipca 1973         | Wimbledon                   | Trawiasta       | Chris Evert             | 6:0, 7:5                                                   |
| Zwyciężczyni  | 56. | 5 sierpnia 1973      | Denver                      | Dywanowa (hala) | Betty Stöve             | 6:4, 6:2                                                   |
| Finalistka    | 29. | 12 sierpnia 1973     | Nashville                   | Ceglana         | Margaret Smith Court    | 3:6, 6:4, 2:6                                              |
| Zwyciężczyni  | 57. | 7 października 1973  | Phoenix                     | Twarda          | Nancy Richey-Gunter     | 6:1, 6:3                                                   |
| Zwyciężczyni  | 58. | 27 października 1973 | Honolulu                    | Twarda          | Helen Gourlay           | 6:1, 6:1                                                   |
| Zwyciężczyni  | 59. | 22 listopada 1973    | Tokio                       | Dywanowa (hala) | Nancy Richey-Gunter     | 6:4, 6:4                                                   |
| Finalistka    | 30. | 29 listopada 1973    | Baltimore                   | Dywanowa (hala) | Rosie Casals            | 6:3, 6:7(3), 4:6                                           |
| Zwyciężczyni  | 60. | 20 stycznia 1974     | San Francisco               | Dywanowa (hala) | Chris Evert             | 7:6(2), 6:2                                                |
| Zwyciężczyni  | 61. | 3 lutego 1974        | Waszyngton                  | Dywanowa (hala) | Kerry Melville          | 6:0, 6:2                                                   |
| Finalistka    | 31. | 27 stycznia 1974     | Mission Viejo, Palm Springs | Twarda          | Chris Evert             | 3:6, 1:6                                                   |
| Zwyciężczyni  | 62. | 24 lutego 1974       | Detroit                     | Dywanowa (hala) | Rosie Casals            | 6:1, 6:1                                                   |
| Zwyciężczyni  | 63. | 24 marca 1974        | Akron                       | Dywanowa (hala) | Nancy Richey-Gunter     | 6:3, 7:5                                                   |
| Zwyciężczyni  | 64. | 31 marca 1974        | Nowy Jork                   | Dywanowa (hala) | Chris Evert             | 6:3, 3:6, 6:2                                              |
| Finalistka    | 32. | 28 kwietnia 1974     | Filadelfia                  | Dywanowa (hala) | Olga Morozowa           | 6:7, 1:6                                                   |
| Zwyciężczyni  | 65. | 8 września 1974      | US Open                     | Trawiasta       | Evonne Goolagong        | 3:6, 6:3, 7:5                                              |
| Finalistka    | 33. | 12 stycznia 1975     | San Francisco               | Dywanowa (hala) | Chris Evert             | 1:6, 1:6                                                   |
| Zwyciężczyni  | 66. | 19 stycznia 1975     | Sarasota                    | Dywanowa (hala) | Chris Evert             | 6:2, 6:3                                                   |
| Finalistka    | 34. | 20 kwietnia 1975     | Austin                      | Twarda          | Chris Evert             | 6:4, 3:6, 6:7(2)                                           |
| Finalistka    | 35. | 21 czerwca 1975      | Eastbourne                  | Trawiasta       | Virginia Wade           | 5:7, 6:4, 4:6                                              |
| Zwyciężczyni  | 67. | 5 lipca 1975         | Wimbledon                   | Trawiasta       | Evonne Goolagong        | 6:0, 6:1                                                   |
| Zwyciężczyni  | 68. | 26 marca 1977        | San Antonio                 | Dywanowa (hala) | Mary Hamm               | 6:3, 3:6, 6:3                                              |
| Finalistka    | 36. | 3 kwietnia 1977      | Hilton Head                 | Ceglana         | Chris Evert             | 0:6, 1:6                                                   |
| Zwyciężczyni  | 69. | 17 kwietnia 1977     | Port Washington             | Dywanowa (hala) | Caroline Stoll          | 6:1, 6:1                                                   |
| Zwyciężczyni  | 70. | 16 października 1977 | Phoenix                     | Twarda          | Wendy Turnbull          | 1:6, 6:1, 6:0                                              |
| Zwyciężczyni  | 71. | 23 października 1977 | São Paulo                   | Twarda          | Betty Stöve             | 6:1, 6:4                                                   |
| Zwyciężczyni  | 72. | 30 października 1977 | San Juan                    | Twarda          | Janet Newberry          | 6:1, 6:3                                                   |
| Finalistka    | 37. | 6 listopada 1977     | Palm Springs                | Twarda          | Chris Evert             | 2:6, 2:6                                                   |
| Zwyciężczyni  | 73. | 27 listopada 1977    | Tokio                       | Dywanowa (hala) | Martina Navrátilová     | 7:5, 5:7, 6:1                                              |
| Zwyciężczyni  | 74. | 11 grudnia 1977      | Londyn                      | Twarda (hala)   | Virginia Wade           | 6:3, 6:1                                                   |
| Finalistka    | 38. | 22 stycznia 1978     | Houston                     | Dywanowa (hala) | Martina Navrátilová     | 6:1, 2:6, 2:6                                              |
| Finalistka    | 39. | 5 marca 1978         | Kansas City                 | Dywanowa (hala) | Martina Navrátilová     | 5:7, 6:2, 3:6                                              |
| Finalistka    | 40. | 26 marca 1978        | Filadelfia                  | Dywanowa (hala) | Chris Evert             | 0:6, 4:6                                                   |
| Finalistka    | 41. | 28 lipca 1979        | Buenos Aires                | Ceglana         | Martina Navrátilová     | 4:6, 4:6                                                   |
| Zwyciężczyni  | 75. | 16 września 1979     | Tokio                       | Dywanowa (hala) | Evonne Goolagong Cawley | 6:4, 7:5                                                   |
| Zwyciężczyni  | 76. | 4 listopada 1979     | Sztokholm                   | Dywanowa (hala) | Betty Stöve             | 6:3, 6:7, 7:5                                              |
| Zwyciężczyni  | 77. | 24 lutego 1980       | Detroit                     | Dywanowa (hala) | Evonne Goolagong Cawley | 6:3, 6:0                                                   |
| Zwyciężczyni  | 78. | 2 marca 1980         | Houston                     | Dywanowa (hala) | Martina Navrátilová     | 6:1, 6:3                                                   |
| Zwyciężczyni  | 79. | 14 września 1980     | Tokio                       | Dywanowa (hala) | Terry Holladay          | 7:5, 6:4                                                   |
| Zwyciężczyni  | 80. | 12 czerwca 1982      | Birmingham                  | Trawiasta       | Rosalyn Fairbank        | 6:2, 6:1                                                   |
| Zwyciężczyni  | 81. | 5 czerwca 1983       | Beckenham                   | Trawiasta       | Barbara Potter          | 6:4, 6:3                                                   |
| Zwyciężczyni  | 82. | 12 czerwca 1983      | Birmingham                  | Trawiasta       | Alycia Moulton          | 6:0, 7:5                                                   |

### Gra podwójna 195 (139–56)

#### Przed Erą Open 51 (34–17)
| Końcowy wynik | Nr  | Data                | Turniej               | Nawierzchnia    | Partnerka                | Przeciwniczki                           | Wynik finału    |
| ------------- | --- | ------------------- | --------------------- | --------------- | ------------------------ | --------------------------------------- | --------------- |
| Finalistka    | 1.  | 1 maja 1961         | Ojai Valley           | Twarda          | Carole Caldwell          | Katherine D. Chabot Sally Moore         | 6:4, 5:7, 6:4   |
| Finalistka    | 2.  | 12 maja 1961        | Los Angeles           | Twarda          | Karen Hantze             | Katherine D. Chabot Sally Moore         | 4:6, 1:6        |
| Zwyciężczyni  | 1.  | 20 czerwca 1961     | Londyn                | Trawiasta       | Karen Hantze             | Margaret Hunt Lynne Hutchings           | 6:2, 13:15, 6:2 |
| Zwyciężczyni  | 2.  | 8 lipca 1961        | Wimbledon             | Trawiasta       | Karen Susman             | Jan Lehane Margaret Smith               | 6:3, 6:4        |
| Finalistka    | 3.  | 30 lipca 1961       | Haverford             | Trawiasta       | Carole Caldwell          | Margaret Osborne DuPont Margaret Varner | 2:6, 2:6        |
| Zwyciężczyni  | 3.  | 6 sierpnia 1961     | Filadelfia            | Trawiasta       | Carole Caldwell          | Edda Buding Belmar Gunderson            | 6:2, 6:3        |
| Finalistka    | 4.  | 13 sierpnia 1961    | South Orange          | Trawiasta       | Karen Hantze             | Margaret Osborne DuPont Margaret Varner | 4:6, 6:2, 2:6   |
| Zwyciężczyni  | 4.  | 11 maja 1962        | Los Angeles           | Twarda          | Karen Susman             | Carole Caldwell Dorothy Cheney          | 4:6, 6:1, 6:3   |
| Finalistka    | 5.  | 9 czerwca 1962      | Manchester            | Trawiasta       | Karen Susman             | Justina Bricka Margaret Smith           | 6:4, 1:6, 2:6   |
| Zwyciężczyni  | 5.  | 7 lipca 1962        | Wimbledon             | Trawiasta       | Karen Susman             | Sandra Reynolds Price Renée Schuurman   | 5:7, 6:3, 7:5   |
| Finalistka    | 6.  | 29 lipca 1962       | Haverford             | Trawiasta       | Karen Susman             | Justina Bricka Margaret Smith           | 5:7, 6:3, 6:8   |
| Finalistka    | 7.  | 6 sierpnia 1962     | South Orange          | Trawiasta       | Karen Susman             | Justina Bricka Margaret Smith           | 5:7, 4:6        |
| Finalistka    | 8.  | 9 września 1962     | US Open               | Trawiasta       | Karen Susman             | Maria Bueno Darlene Hard                | 6:4, 3:6, 2:6   |
| Zwyciężczyni  | 6.  | 12 maja 1963        | Los Angeles           | Twarda          | Susan Behlmar            | Carole Caldwell Darlene Hard            | 8:6, 7:9, 6:4   |
| Zwyciężczyni  | 7.  | 14 lipca 1963       | Dublin                | Trawiasta       | Carole Caldwell          | Geraldine Barniville Eleanor O’Neill    | 6:3, 6:4        |
| Finalistka    | 9.  | 21 września 1963    | Los Angeles           | Twarda (hala)   | Carole Caldwell          | Maria Bueno Darlene Hard                | 6:1, 6:4        |
| Zwyciężczyni  | 8.  | 23 lutego 1964      | Tucson                | Twarda          | Susan Behlmar            | Laurie Callaway Vicky Palmer            | 11:9, 6:3       |
| Finalistka    | 10. | 8 maja 1964         | Los Angeles           | Twarda          | Susan Behlmar            | Kathy Blake Kathleen Harter             | 9:7, 2:6, 6:8   |
| Finalistka    | 11. | 3 lipca 1964        | Wimbledon             | Trawiasta       | Karen Susman             | Margaret Smith Lesley Turner            | 5:7, 2:6        |
| Zwyciężczyni  | 9.  | 2 sierpnia 1964     | South Orange          | Trawiasta       | Karen Susman             | Carole Caldwell Graebner Nancy Richey   | 3:6, 6:3, 6:4   |
| Zwyciężczyni  | 10. | 9 sierpnia 1964     | Locust Valley         | Trawiasta       | Karen Susman             | Carole Caldwell Graebner Nancy Richey   | 6:2, 12:10      |
| Zwyciężczyni  | 11. | 16 sierpnia 1964    | Manchester-by-the-Sea | Trawiasta       | Karen Susman             | Justina Bricka Carol Hanks              | 6:3, 6:2        |
| Zwyciężczyni  | 12. | 13 września 1964    | U.S. National         | Trawiasta       | Karen Susman             | Margaret Smith Lesley Turner            | 3:6, 6:2, 6:4   |
| Finalistka    | 12. | 15 listopada 1964   | Brisbane              | Trawiasta       | Robyn Ebbern             | Margaret Smith Lesley Turner            | 7:5, 4:6, 1:6   |
| Zwyciężczyni  | 13. | 29 listopada 1964   | Sydney                | Trawiasta       | Robyn Ebbern             | Margaret Smith Lesley Turner            | 6:4, 3:6, 7:5   |
| Zwyciężczyni  | 14. | 12 grudnia 1964     | Melbourne             | Trawiasta       | Robyn Ebbern             | Margaret Smith Judy Tegart              | 9:7, 1:6, 6:4   |
| Zwyciężczyni  | 15. | 2 stycznia 1965     | Adelaide              | Trawiasta       | Robyn Ebbern             | Gail Sherriff Carol Sherriff            | 6:1, 6:2        |
| Finalistka    | 13. | 1 lutego 1965       | Australian Open       | Trawiasta       | Robyn Ebbern             | Margaret Smith Lesley Turner            | 6:1, 2:6, 3:6   |
| Zwyciężczyni  | 16. | 25 kwietnia 1965    | Ojai Valley           | Twada           | Tory Ann Fretz           | Kathy Blake Kathleen Harter             | 6:1, 4:6, 6:2   |
| Zwyciężczyni  | 17. | 12 czerwca 1965     | Beckenham             | Trawiasta       | Maria Bueno              | Margaret Smith Lesley Turner            | 7:9, 7:5, 9:7   |
| Finalistka    | 14. | 20 czerwca 1965     | Londyn                | Trawiasta       | Maria Bueno              | Margaret Smith Lesley Turner            | 8:10, 2:6       |
| Zwyciężczyni  | 18. | 3 lipca 1965        | Wimbledon             | Trawiasta       | Maria Bueno              | Françoise Durr Jeanine Lieffrig         | 6:2, 7:5        |
| Zwyciężczyni  | 19. | 25 lipca 1965       | Haverford             | Trawiasta       | Karen Susman             | Margaret Osborne DuPont Margaret Varner | 6:4, 6:1        |
| Zwyciężczyni  | 20. | 22 sierpnia 1965    | Manchester-by-the-Sea | Trawiasta       | Maria Bueno              | Kathy Blake Kathleen Harter             | 6:4, 6:2        |
| Finalistka    | 15. | 12 września 1965    | U.S. National         | Trawiasta       | Karen Susman             | Carole Caldwell Graebner Nancy Richey   | 4:6, 4:6        |
| Zwyciężczyni  | 21. | 21 lutego 1966      | Chestnut Hill         | Dywanowa (hala) | Rosie Casals             | Justina Bricka Carol Hanks              | 3:6, 6:4, 6:2   |
| Zwyciężczyni  | 22. | 20 marca 1966       | Phoenix               | Twarda          | Mary-Ann Eisel           | Kathleen Harter Vicky Palmer            | 6:1, 6:4        |
| Finalistka    | 16. | 10 kwietnia 1966    | Johannesburg          | Twarda          | Carole Caldwell Graebner | Margaret Smith Annette Van Zyl          | 4:6, 4:6        |
| Zwyciężczyni  | 23. | 27 kwietnia 1966    | Ojai Valley           | Twada           | Rosie Casals             | Lynn Abbes Carole Loop                  | 6:3, 6:1        |
| Zwyciężczyni  | 24. | 22 maja 1966        | La Jolla              | Twarda          | Rosie Casals             | Dorothy Cheney Nancy Richey             | 6:2, 6:4        |
| Zwyciężczyni  | 25. | 30 maja 1966        | Tulsa                 | Ceglana         | Rosie Casals             | Justina Bricka Carol Hanks              | 4:6, 6:3, 8:6   |
| Zwyciężczyni  | 26. | 31 lipca 1966       | South Orange          | Trawiasta       | Rosie Casals             | Winnie Shaw Virginia Wade               | 15:13, 7:9, 7:5 |
| Zwyciężczyni  | 27. | 13 sierpnia 1966    | Locust Valley         | Trawiasta       | Mary-Ann Eisel           | Winnie Shaw Virginia Wade               | 14:16, 6:2, 6:4 |
| Finalistka    | 17. | 12 września 1966    | U.S. National         | Trawiasta       | Rosie Casals             | Maria Bueno Nancy Richey                | 3:6, 4:6        |
| Zwyciężczyni  | 28. | 4 lipca 1967        | Wimbledon             | Trawiasta       | Rosie Casals             | Maria Bueno Nancy Richey                | 9:11, 6:4, 6:2  |
| Zwyciężczyni  | 29. | 4 sierpnia 1967     | South Orange          | Trawiasta       | Rosie Casals             | Mary-Ann Eisel Donna Floyd              | 6:3, 13:15, 6:4 |
| Zwyciężczyni  | 30. | 9 września 1967     | U.S. National         | Trawiasta       | Rosie Casals             | Mary Ann Eisel Donna Floyd              | 4:6, 6:3, 6:4   |
| Zwyciężczyni  | 31. | 1 października 1967 | Berkeley              | Trawiasta       | Rosie Casals             | Françoise Durr Judy Tegart              | 6:1, 6:4        |
| Zwyciężczyni  | 32. | 7 stycznia 1968     | Perth                 | Trawiasta       | Rosie Casals             | Gail Chanfreau Margaret Smith Court     | 8:6, 4:6, 6:2   |
| Zwyciężczyni  | 33. | 19 lutego 1968      | Salem                 | Dywanowa (hala) | Rosie Casals             | Mary-Ann Eisel Kathleen Harter          | 16:14, 6:3      |
| Zwyciężczyni  | 34. | 26 lutego 1968      | Winchester            | Dywanowa (hala) | Rosie Casals             | Mary-Ann Eisel Kathleen Harter          | 6:2, 6:2        |

#### W Erze Open 144 (105–39)
| Końcowy wynik | Nr   | Data                 | Turniej                     | Nawierzchnia    | Partnerka           | Przeciwniczki                           | Wynik finału                                     |
| ------------- | ---- | -------------------- | --------------------------- | --------------- | ------------------- | --------------------------------------- | ------------------------------------------------ |
| Finalistka    | 1.   | 5 czerwca 1968       | French Open                 | Ceglana         | Rosie Casals        | Françoise Durr Ann Haydon-Jones         | 5:7, 6:4, 4:6                                    |
| Zwyciężczyni  | 1.   | 4 lipca 1968         | Wimbledon                   | Trawiasta       | Rosie Casals        | Françoise Durr Ann Haydon-Jones         | 3:6, 6:4, 7:5                                    |
| Finalistka    | 2.   | 12 września 1968     | US Open                     | Trawiasta       | Rosie Casals        | Maria Bueno Margaret Smith Court        | 6:4, 7:9, 6:8                                    |
| Finalistka    | 3.   | 19 stycznia 1969     | Sydney                      | Trawiasta       | Rosie Casals        | Margaret Smith Court Judy Tegart        | 13:15, 6:4, 3:6                                  |
| Finalistka    | 4.   | 27 stycznia 1969     | Australian Open             | Trawiasta       | Rosie Casals        | Margaret Smith Court Judy Tegart        | 4:6, 4:6                                         |
| Zwyciężczyni  | 2.   | 2 lutego 1969        | Auckland                    | Trawiasta       | Ann Haydon-Jones    | Helen Gourlay Karen Krantzcke           | 6:2, 10:8                                        |
| Zwyciężczyni  | 3.   | 20 kwietnia 1969     | Durban                      | Twarda          | Rosie Casals        | Annette Du Plooy Pat Walkden            | 6:3, 1:6, 6:2                                    |
| Finalistka    | 5.   | 27 kwietnia 1969     | Rzym                        | Ceglana         | Rosie Casals        | Françoise Durr Ann Haydon-Jones         | 3:6, 6:3, 2:6                                    |
| Finalistka    | 6.   | 15 czerwca 1969      | Bristol                     | Trawiasta       | Rosie Casals        | Margaret Smith Court Judy Tegart        | 4:6, 2:6                                         |
| Finalistka    | 7.   | 13 lipca 1969        | Dublin                      | Trawiasta       | Rosie Casals        | Karen Krantzcke Kerry Melville          | 7:5, 2:6, 4:6                                    |
| Zwyciężczyni  | 4.   | 28 lipca 1969        | Gstaad                      | Ceglana         | Rosie Casals        | Françoise Durr Ann Haydon-Jones         | 8:6, 6:3                                         |
| Zwyciężczyni  | 5.   | 28 września 1969     | Los Angeles                 | Twarda (hala)   | Rosie Casals        | Françoise Durr Ann Haydon-Jones         | 6:8, 8:6, 11:9                                   |
| Finalistka    | 8.   | 23 listopada 1969    | Londyn                      | Twarda (hala)   | Rosie Casals        | Ann Haydon-Jones Virginia Wade          | 2:6, 4:6                                         |
| Zwyciężczyni  | 6.   | 29 listopada 1969    | Sztokholm                   | Dywanowa (hala) | Rosie Casals        | Françoise Durr Julie Heldman            | 6:4, 6:4                                         |
| Zwyciężczyni  | 7.   | 15 lutego 1970       | Dallas                      | Dywanowa (hala) | Rosie Casals        | Mary-Ann Eisel Patti Hogan              | 10:8, 6:3                                        |
| Zwyciężczyni  | 8.   | 3 kwietnia 1970      | Johannesburg                | Twarda          | Rosie Casals        | Karen Krantzcke Kerry Melville          | 6:2, 6:2                                         |
| Zwyciężczyni  | 9.   | 12 kwietnia 1970     | Durban                      | Twarda          | Rosie Casals        | Margaret Smith Court Judy Tegart Dalton | 7:5, 6:3                                         |
| Zwyciężczyni  | 10.  | 27 kwietnia 1970     | Rzym                        | Ceglana         | Rosie Casals        | Françoise Durr Virginia Wade            | 6:2, 3:6, 9:7                                    |
| Finalistka    | 9.   | 2 maja 1970          | Bournemouth                 | Ceglana         | Rosie Casals        | Margaret Smith Court Judy Tegart Dalton | 2:6, 8:6, 5:7                                    |
| Finalistka    | 10.  | 7 czerwca 1970       | French Open                 | Ceglana         | Rosie Casals        | Gail Chanfreau Françoise Durr           | 1:6, 6:3, 3:6                                    |
| Zwyciężczyni  | 11.  | 20 czerwca 1970      | Londyn                      | Trawiasta       | Rosie Casals        | Karen Krantzcke Kerry Melville          | 6:4, 6:3                                         |
| Zwyciężczyni  | 12.  | 4 lipca 1970         | Wimbledon                   | Trawiasta       | Rosie Casals        | Françoise Durr Virginia Wade            | 6:2, 6:3                                         |
| Zwyciężczyni  | 13.  | 8 listopada 1970     | Richmond                    | Ceglana (hala)  | Rosie Casals        | Mary-Ann Eisel Valerie Ziegenfuss       | 6:4, 6:4                                         |
| Zwyciężczyni  | 14.  | 22 listopada 1970    | Londyn                      | Twarda (hala)   | Rosie Casals        | Ann Haydon-Jones Virginia Wade          | 6:3, 7:5                                         |
| Zwyciężczyni  | 15.  | 10 stycznia 1971     | San Francisco               | Twarda (hala)   | Rosie Casals        | Françoise Durr Ann Haydon-Jones         | 6:4, 6:7, 6:1                                    |
| Zwyciężczyni  | 16.  | 17 stycznia 1971     | Long Beach                  | Twarda (hala)   | Rosie Casals        | Françoise Durr Ann Haydon-Jones         | 7:5, 6:3                                         |
| Zwyciężczyni  | 17.  | 24 stycznia 1971     | Milwaukee                   | Twarda (hala)   | Rosie Casals        | Françoise Durr Ann Haydon-Jones         | 6:3, 1:6, 6:2                                    |
| Zwyciężczyni  | 18.  | 31 stycznia 1971     | Oklahoma City               | Twarda (hala)   | Rosie Casals        | Mary-Ann Eisel Valerie Ziegenfuss       | 6:7, 6:0, 7:5                                    |
| Zwyciężczyni  | 19.  | 7 lutego 1971        | Chattanooga                 | Twarda (hala)   | Rosie Casals        | Françoise Durr Ann Haydon-Jones         | 6:4, 7:5                                         |
| Zwyciężczyni  | 20.  | 14 lutego 1971       | Filadelfia                  | Twarda (hala)   | Rosie Casals        |                                         |                                                  |
| Zwyciężczyni  | 21.  | 1 marca 1971         | Boston                      | Twarda (hala)   | Rosie Casals        | Françoise Durr Ann Haydon-Jones         | 6:4, 7:5                                         |
| Finalistka    | 11.  | 18 kwietnia 1971     | Las Vegas                   | Twarda          | Rosie Casals        | Françoise Durr Ann Haydon-Jones         | 6:0, 2:6, 4:6                                    |
| Zwyciężczyni  | 22.  | 25 kwietnia 1971     | San Diego                   | Twarda          | Rosie Casals        | Françoise Durr Judy Tegart Dalton       | 6:7, 6:2, 6:3                                    |
| Zwyciężczyni  | 23.  | 15 maja 1971         | Hurlingham                  | Ceglana         | Rosie Casals        | Evonne Goolagong Margaret Smith Court   | 6:1, 6:4                                         |
| Zwyciężczyni  | 24.  | 23 maja 1971         | Hamburg                     | Ceglana         | Rosie Casals        | Helga Niessen Masthoff Heide Orth       | 6:2, 6:1                                         |
| Zwyciężczyni  | 25.  | 19 czerwca 1971      | Londyn                      | Trawiasta       | Rosie Casals        | Mary-Ann Eisel Valerie Ziegenfuss       | 6:2, 8:6                                         |
| Zwyciężczyni  | 26.  | 4 lipca 1971         | Wimbledon                   | Trawiasta       | Rosie Casals        | Evonne Goolagong Margaret Smith Court   | 6:3, 6:2                                         |
| Zwyciężczyni  | 27.  | 18 lipca 1971        | Hoylake                     | Trawiasta       | Rosie Casals        | Evonne Goolagong Margaret Smith Court   | walkower                                         |
| Zwyciężczyni  | 28.  | 25 lipca 1971        | Kitzbühel                   | Ceglana         | Rosie Casals        | Helga Niessen Masthoff Heide Orth       | 6:2, 6:4                                         |
| Zwyciężczyni  | 29.  | 2 sierpnia 1971      | Wenecja                     | Ceglana         | Judy Tegart Dalton  | Gail Chanfreau Françoise Durr           | 3:6, 6:4, 6:4                                    |
| Zwyciężczyni  | 30.  | 8 sierpnia 1971      | Houston                     | Dywanowa (hala) | Rosie Casals        | Françoise Durr Judy Tegart Dalton       | 6:3, 1:6, 6:2                                    |
| Zwyciężczyni  | 31.  | 15 sierpnia 1971     | Indianapolis                | Ceglana         | Judy Tegart Dalton  | Julie Heldman Linda Tuero               | 6:1, 6:2                                         |
| Finalistka    | 12.  | 22 sierpnia 1971     | Chicago                     | Dywanowa (hala) | Rosie Casals        | Françoise Durr Judy Tegart Dalton       | 4:6, 6:7                                         |
| Zwyciężczyni  | 32.  | 26 września 1971     | Los Angeles                 | Twarda          | Rosie Casals        | Françoise Durr Judy Tegart Dalton       | 6:3, 6:2                                         |
| Zwyciężczyni  | 33.  | 3 października 1971  | Phoenix                     | Twarda          | Rosie Casals        | Françoise Durr Judy Tegart Dalton       | 6:3, 6:2                                         |
| Zwyciężczyni  | 34.  | 5 grudnia 1971       | Christchurch                | Trawiasta       | Rosie Casals        | Françoise Durr Judy Tegart Dalton       | 6:3, 9:8(6)                                      |
| Zwyciężczyni  | 35.  | 20 lutego 1972       | Oklahoma City               | Dywanowa (hala) | Rosie Casals        | Françoise Durr Judy Tegart Dalton       | 6:7(4), 7:6(2), 6:2                              |
| Zwyciężczyni  | 36.  | 13 marca 1972        | Dallas                      | Dywanowa (hala) | Rosie Casals        | Françoise Durr Judy Tegart Dalton       | 6:3, 4:6, 7:5                                    |
| Zwyciężczyni  | 37.  | 26 marca 1972        | Richmond                    | Ceglana (hala)  | Rosie Casals        | Karen Krantzcke Judy Tegart Dalton      | 7:5, 7:6                                         |
| Zwyciężczyni  | 38.  | 2 kwietnia 1972      | San Juan                    | Twarda          | Rosie Casals        | Karen Krantzcke Judy Tegart Dalton      | 6:2, 6:3                                         |
| Finalistka    | 13.  | 9 kwietnia 1972      | Jacksonville                | Ceglana         | Vicky Berner        | Karen Krantzcke Judy Tegart Dalton      | 5:7, 1:6                                         |
| Zwyciężczyni  | 39.  | 3 czerwca 1972       | French Open                 | Ceglana         | Betty Stöve         | Winnie Shaw Christine Truman Janes      | 6:1, 6:2                                         |
| Finalistka    | 14.  | 18 czerwca 1972      | Bristol                     | Trawiasta       | Rosie Casals        | Helen Gourlay Cawley Karen Krantzcke    | 4:6, 2:6                                         |
| Zwyciężczyni  | 40.  | 24 czerwca 1972      | Londyn                      | Trawiasta       | Rosie Casals        | Brenda Kirk Pat Walkden-Pretorius       | 5:7, 6:0, 6:2                                    |
| Zwyciężczyni  | 41.  | 8 lipca 1972         | Wimbledon                   | Trawiasta       | Betty Stöve         | Françoise Durr Judy Tegart Dalton       | 6:2, 4:6, 6:3                                    |
| Finalistka    | 15.  | 27 sierpnia 1972     | Newport                     | Trawiasta       | Rosie Casals        | Lesley Hunt Margaret Smith Court        | 2:6, 2:6                                         |
| Zwyciężczyni  | 42.  | 24 września 1972     | Albany                      | Twarda          | Ann Haydon-Jones    | Lesley Hunt Margaret Smith Court        | 7:5, 2:6, 7:6(4)                                 |
| Finalistka    | 16.  | 11 lutego 1973       | Miami                       | Ceglana         | Rosie Casals        | Françoise Durr Betty Stöve              | 6:4, 2:6, 3:6                                    |
| Zwyciężczyni  | 43.  | 25 lutego 1973       | Indianapolis                | Dywanowa (hala) | Rosie Casals        | Lesley Hunt Margaret Smith Court        | 7:6, 6:4                                         |
| Zwyciężczyni  | 44.  | 4 marca 1973         | Detroit                     | Dywanowa (hala) | Rosie Casals        | Karen Krantzcke Betty Stöve             | 6:3, 3:6, 6:1                                    |
| Zwyciężczyni  | 45.  | 11 marca 1973        | Chicago                     | Dywanowa (hala) | Rosie Casals        | Karen Krantzcke Betty Stöve             | 6:4, 6:2                                         |
| Zwyciężczyni  | 46.  | 15 kwietnia 1973     | Boston                      | Dywanowa (hala) | Rosie Casals        | Françoise Durr Betty Stöve              | 6:4, 6:2                                         |
| Zwyciężczyni  | 47.  | 22 kwietnia 1973     | Jacksonville                | Ceglana         | Rosie Casals        | Françoise Durr Betty Stöve              | 7:6, 5:7, 6:3                                    |
| Finalistka    | 17.  | 6 maja 1973          | Hilton Head                 | Ceglana         | Rosie Casals        | Françoise Durr Betty Stöve              | 6:3, 4:6, 3:6                                    |
| Zwyciężczyni  | 48.  | 9 czerwca 1973       | Mobile                      |                 | Rosie Casals        | Françoise Durr Valerie Ziegenfuss       | 6:3, 4:6, 6:2                                    |
| Zwyciężczyni  | 49.  | 17 czerwca 1973      | Nottingham                  | Trawiasta       | Rosie Casals        | Chris Evert Betty Stöve                 | 6:2, 9:7                                         |
| Zwyciężczyni  | 50.  | 24 czerwca 1973      | Londyn                      | Trawiasta       | Rosie Casals        | Françoise Durr Betty Stöve              | 4:6, 6:3, 7:5                                    |
| Zwyciężczyni  | 51.  | 8 lipca 1973         | Wimbledon                   | Trawiasta       | Rosie Casals        | Françoise Durr Betty Stöve              | 6:1, 4:6, 7:5                                    |
| Zwyciężczyni  | 52.  | 5 sierpnia 1973      | Denver                      | Dywanowa (hala) | Rosie Casals        | Françoise Durr Betty Stöve              | 3:2 (mecz przerwany przez deszcz, tytuł wspólny) |
| Finalistka    | 18.  | 8 września 1973      | US Open                     | Twarda          | Rosie Casals        | Margaret Smith Court Virginia Wade      | 6:3, 3:6, 5:7                                    |
| Finalistka    | 19.  | 16 września 1973     | Hilton Head Island          | Dywanowa (hala) | Chris Evert         | Evonne Goolagong Margaret Smith Court   | 6:3, 3:6, 4:6                                    |
| Finalistka    | 20.  | 7 października 1973  | Phoenix                     | Twarda          | Rosie Casals        | Kerry Harris Kerry Melville             | 4:6, 4:6                                         |
| Zwyciężczyni  | 53.  | 29 listopada 1973    | Baltimore                   | Dywanowa (hala) | Rosie Casals        | Françoise Durr Betty Stöve              | 3:6, 6:4, 6:2                                    |
| Zwyciężczyni  | 54.  | 20 stycznia 1974     | San Francisco               | Dywanowa (hala) | Chris Evert         | Françoise Durr Betty Stöve              | 6:4, 6:2                                         |
| Finalistka    | 21.  | 27 stycznia 1974     | Mission Viejo, Palm Springs | Twarda          | Chris Evert         | Kerry Harris Lesley Hunt                | 5:7, 4:6                                         |
| Zwyciężczyni  | 55.  | 3 lutego 1974        | Waszyngton                  | Dywanowa (hala) | Betty Stöve         | Françoise Durr Kerry Harris             | 6:1, 6:7, 7:5                                    |
| Zwyciężczyni  | 56.  | 24 lutego 1974       | Detroit                     | Dywanowa (hala) | Rosie Casals        | Françoise Durr Betty Stöve              | 2:6, 6:4, 7:5                                    |
| Zwyciężczyni  | 57.  | 3 marca 1974         | Chicago                     | Dywanowa (hala) | Chris Evert         | Françoise Durr Betty Stöve              | 3:6, 6:4, 6:4                                    |
| Zwyciężczyni  | 58.  | 24 marca 1974        | Akron                       | Dywanowa (hala) | Rosie Casals        | Julie Heldman Olga Morozowa             | 6:2, 6:4                                         |
| Zwyciężczyni  | 59.  | 28 kwietnia 1974     | Filadelfia                  | Twarda          | Rosie Casals        | Kerry Harris Lesley Hunt                | 6:3, 7:6                                         |
| Zwyciężczyni  | 60.  | 7 września 1974      | US Open                     | Ceglana         | Rosie Casals        | Françoise Durr Betty Stöve              | 7:6, 6:7, 6:4                                    |
| Finalistka    | 22.  | 22 września 1974     | Orlando                     | Ceglana         | Rosie Casals        | Françoise Durr Betty Stöve              | 3:6, 7:6(2), 4:6                                 |
| Zwyciężczyni  | 61.  | 20 października 1974 | Los Angeles                 | Dywanowa (hala) | Rosie Casals        | Françoise Durr Betty Stöve              | 6:1, 6:7(2), 7:5                                 |
| Finalistka    | 23.  | 3 listopada 1974     | Hilton Head Island          | Dywanowa (hala) | Chris Evert         | Evonne Goolagong Virginia Wade          | 6:3, 4:6, 3:6                                    |
| Zwyciężczyni  | 62.  | 12 stycznia 1975     | San Francisco               | Dywanowa (hala) | Chris Evert         | Rosie Casals Virginia Wade              | 6:2, 7:5                                         |
| Zwyciężczyni  | 63.  | 19 stycznia 1975     | Sarasota                    | Dywanowa (hala) | Chris Evert         | Betty Stöve Virginia Wade               | 6:4, 6:2                                         |
| Zwyciężczyni  | 64.  | 9 marca 1975         | Boston                      | Dywanowa (hala) | Rosie Casals        | Chris Evert Martina Navrátilová         | 6:3, 6:4                                         |
| Finalistka    | 24.  | 30 marca 1975        | Filadelfia                  | Dywanowa (hala) | Rosie Casals        | Evonne Goolagong Betty Stöve            | 6:4, 4:6, 6:7(3)                                 |
| Finalistka    | 25.  | 12 kwietnia 1975     | Tokio, WTA Doubles          | Dywanowa (hala) | Rosie Casals        | Margaret Smith Court Virginia Wade      | 7:6(2), 6:7(2), 2:6                              |
| Finalistka    | 26.  | 6 września 1975      | US Open                     | Ceglana         | Rosie Casals        | Margaret Smith Court Virginia Wade      | 5:7, 6:2, 6:7                                    |
| Zwyciężczyni  | 65.  | 30 października 1975 | Charlotte                   | Ceglana         | Rosie Casals        |                                         |                                                  |
| Zwyciężczyni  | 66.  | 6 marca 1976         | San Francisco               | Dywanowa (hala) | Betty Stöve         | Rosie Casals Françoise Durr             | 6:4, 6:1                                         |
| Zwyciężczyni  | 67.  | 3 kwietnia 1976      | Filadelfia                  | Twarda          | Betty Stöve         | Rosie Casals Françoise Durr             | 7:6(4), 6:4                                      |
| Zwyciężczyni  | 68.  | 26 kwietnia 1976     | Tokio, WTA Doubles          | Dywanowa (hala) | Betty Stöve         | Mona Guerrant Ann Kiyomura              | 6:3, 6:2                                         |
| Finalistka    | 27.  | 4 lipca 1976         | Wimbledon                   | Trawiasta       | Betty Stöve         | Chris Evert Martina Navrátilová         | 1:6, 6:2, 5:7                                    |
| Zwyciężczyni  | 69.  | 10 października 1976 | Phoenix                     | Twarda          | Betty Stöve         | Linky Boshoff Ilana Kloss               | 6:2, 6:1                                         |
| Finalistka    | 28.  | 23 listopada 1976    | Palm Springs                | Twarda          | Betty Stöve         | Chris Evert Martina Navrátilová         | 2:6, 4:6                                         |
| Zwyciężczyni  | 70.  | 17 kwietnia 1977     | Port Washington             | Dywanowa (hala) | Renée Richards      | Patricia Bostrom Jane Stratton          | 6:3, 6:0                                         |
| Zwyciężczyni  | 71.  | 16 października 1977 | Phoenix                     | Twarda          | Martina Navrátilová | Helen Gourlay Cawley JoAnne Russell     | 6:0, 7:5                                         |
| Zwyciężczyni  | 72.  | 30 października 1977 | San Juan                    | Twarda          | Rosie Casals        | Linky Boshoff Ilana Kloss               | 4:6, 6:2, 6:3                                    |
| Zwyciężczyni  | 73.  | 11 grudnia 1977      | Londyn                      | Twarda (hala)   | Renáta Tomanová     | Betty Stöve Virginia Wade               | 6:2, 6:3                                         |
| Zwyciężczyni  | 74.  | 8 stycznia 1978      | Waszyngton                  | Dywanowa (hala) | Martina Navrátilová | Betty Stöve Wendy Turnbull              | 6:3, 7:5                                         |
| Zwyciężczyni  | 75.  | 22 stycznia 1978     | Houston                     | Dywanowa (hala) | Martina Navrátilová | Greer Stevens Mona Guerrant             | 7:6(4), 4:6, 7:6(4)                              |
| Zwyciężczyni  | 76.  | 26 lutego 1978       | Detroit                     | Dywanowa (hala) | Martina Navrátilová | Kerry Reid Wendy Turnbull               | 6:3, 6:4                                         |
| Zwyciężczyni  | 77.  | 5 marca 1978         | Kansas City                 | Dywanowa (hala) | Martina Navrátilová | Kerry Reid Wendy Turnbull               | 6:4, 6:4                                         |
| Zwyciężczyni  | 78.  | 19 marca 1978        | Boston                      | Dywanowa (hala) | Martina Navrátilová | Evonne Goolagong Cawley Betty Stöve     | 6:3, 6:2                                         |
| Zwyciężczyni  | 79.  | 7 kwietnia 1978      | Tokio, WTA Doubles          | Dywanowa (hala) | Martina Navrátilová | Françoise Durr Virginia Wade            | 7:5, 6:3                                         |
| Zwyciężczyni  | 80.  | 16 kwietnia 1978     | Hilton Head                 | Ceglana         | Martina Navrátilová | Mona Guerrant Greer Stevens             | 6:3, 7:5                                         |
| Finalistka    | 29.  | 25 czerwca 1978      | Eastbourne                  | Trawiasta       | Martina Navrátilová | Chris Evert Betty Stöve                 | 4:6, 7:6, 5:7                                    |
| Zwyciężczyni  | 81.  | 9 września 1978      | US Open                     | Twarda          | Martina Navrátilová | Kerry Reid Wendy Turnbull               | 7:6, 6:4                                         |
| Zwyciężczyni  | 82.  | 24 września 1978     | Montreal                    | Twarda (hala)   | Julie Anthony       | Ilana Kloss Marise Kruger               | 6:4, 6:4                                         |
| Zwyciężczyni  | 83.  | 19 listopada 1978    | Palm Springs                | Twarda (hala)   | Martina Navrátilová | Kerry Reid Wendy Turnbull               | 6:3, 6:4                                         |
| Finalistka    | 30.  | 17 czerwca 1979      | Chichester                  | Trawiasta       | Martina Navrátilová | Greer Stevens Wendy Turnbull            | 3:6, 6:1, 5:7                                    |
| Zwyciężczyni  | 84.  | 7 lipca 1979         | Wimbledon                   | Trawiasta       | Martina Navrátilová | Betty Stöve Wendy Turnbull              | 5:7, 6:3, 6:2                                    |
| Finalistka    | 31.  | 19 sierpnia 1979     | Richmond                    | Dywanowa (hala) | Martina Navrátilová | Betty Stöve Wendy Turnbull              | 1:6, 4:6                                         |
| Finalistka    | 32.  | 8 września 1979      | US Open                     | Twarda          | Martina Navrátilová | Betty Stöve Wendy Turnbull              | 5:7, 3:6                                         |
| Zwyciężczyni  | 85.  | 7 października 1979  | Minneapolis                 | Dywanowa (hala) | Martina Navrátilová | Betty Stöve Wendy Turnbull              | 6:4, 7:6(7)                                      |
| Finalistka    | 33.  | 4 listopada 1979     | Sztokholm                   | Dywanowa (hala) | Ilana Kloss         | Betty Stöve Wendy Turnbull              | 5:7, 6:7                                         |
| Zwyciężczyni  | 86.  | 11 listopada 1979    | Filderstadt                 | Dywanowa (hala) | Martina Navrátilová | Betty Stöve Wendy Turnbull              | 6:3, 6:3                                         |
| Zwyciężczyni  | 87.  | 2 grudnia 1979       | Melbourne                   | Trawiasta       | Wendy Turnbull      | Dianne Fromholtz Anne Smith             | 6:3, 6:3                                         |
| Zwyciężczyni  | 88.  | 9 grudnia 1979       | Sydney                      | Trawiasta       | Wendy Turnbull      | Sue Barker Pam Shriver                  | 7:5, 6:4                                         |
| Zwyciężczyni  | 89.  | 7 stycznia 1980      | Landover                    | Dywanowa (hala) | Martina Navrátilová | Rosie Casals Chris Evert-Lloyd          | 6:4, 6:3                                         |
| Zwyciężczyni  | 90.  | 20 stycznia 1980     | Kansas City                 | Dywanowa (hala) | Martina Navrátilová | Laura duPont Pam Shriver                | 6:3, 6:1                                         |
| Zwyciężczyni  | 91.  | 27 stycznia 1980     | Chicago                     | Dywanowa (hala) | Martina Navrátilová | Sylvia Hanika Kathy Jordan              | 6:3, 6:1                                         |
| Zwyciężczyni  | 92.  | 24 lutego 1980       | Detroit                     | Dywanowa (hala) | Ilana Kloss         | Kathy Jordan Anne Smith                 | 3:6, 6:3, 6:2                                    |
| Zwyciężczyni  | 93.  | 2 marca 1980         | Houston                     | Ceglana         | Ilana Kloss         | Betty Stöve Wendy Turnbull              | 3:6, 6:1, 6:4                                    |
| Zwyciężczyni  | 94.  | 9 marca 1980         | Dallas                      | Dywanowa (hala) | Martina Navrátilová | Rosie Casals Wendy Turnbull             | 4:6, 6:3, 6:3                                    |
| Finalistka    | 34.  | 16 marca 1980        | Boston                      | Dywanowa (hala) | Ilana Kloss         | Rosie Casals Wendy Turnbull             | 4:6, 6:7(4)                                      |
| Zwyciężczyni  | 95.  | 23 marca 1980        | Nowy Jork                   | Dywanowa (hala) | Martina Navrátilová | Rosie Casals Wendy Turnbull             | 6:3, 4:6, 6:3                                    |
| Zwyciężczyni  | 96.  | 4 kwietnia 1980      | Tokio, WTA Doubles          | Dywanowa (hala) | Martina Navrátilová | Sue Barker Ann Kiyomura                 | 7:5, 6:3                                         |
| Zwyciężczyni  | 97.  | 27 lipca 1980        | Richmond                    | Dywanowa (hala) | Martina Navrátilová | Pam Shriver Anne Smith                  | 6:4, 4:6, 6:3                                    |
| Zwyciężczyni  | 98.  | 6 września 1980      | US Open                     | Twarda          | Martina Navrátilová | Pam Shriver Betty Stöve                 | 7:6(2), 7:5                                      |
| Finalistka    | 35.  | 15 czerwca 1981      | Surbiton                    | Trawiasta       | Ilana Kloss         | Sue Barker Ann Kiyomura                 | 1:6, 7:6, 1:6                                    |
| Finalistka    | 36.  | 14 marca 1982        | Dallas                      | Dywanowa (hala) | Ilana Kloss         | Martina Navrátilová Pam Shriver         | 4:6, 4:6                                         |
| Finalistka    | 37.  | 9 maja 1982          | Perugia                     | Ceglana         | Ilana Kloss         | Kathleen Horvath Yvonne Vermaak         | 6:2, 4:6, 6:7                                    |
| Finalistka    | 38.  | 6 czerwca 1982       | Beckenham                   | Trawiasta       | Ilana Kloss         | Sue Barker Pam Shriver                  | 2:6, 4:6                                         |
| Finalistka    | 39.  | 15 sierpnia 1982     | Atlanta                     | Twarda          | Chris Evert-Lloyd   | Kathy Jordan Betsy Nagelsen             | 6:4, 6:7(11), 6:7(3)                             |
| Zwyciężczyni  | 99.  | 21 listopada 1982    | Brisbane                    | Trawiasta       | Anne Smith          | Claudia Kohde-Kilsch Eva Pfaff          | 6:3, 6:4                                         |
| Zwyciężczyni  | 100. | 3 kwietnia 1983      | Tokio, WTA Doubles          | Dywanowa (hala) | Sharon Walsh        | Kathy Jordan Anne Smith                 | 6:1, 6:1                                         |
| Zwyciężczyni  | 101. | 24 kwietnia 1983     | Orlando                     | Ceglana         | Anne Smith          | Martina Navrátilová Pam Shriver         | 6:3, 1:6, 7:6(9)                                 |
| Zwyciężczyni  | 102. | 5 czerwca 1983       | Beckenham                   | Trawiasta       | Ilana Kloss         | Barbara Potter Sharon Walsh             | mecz nie odbył się tytuł wspólny                 |
| Zwyciężczyni  | 103. | 12 czerwca 1983      | Birmingham                  | Trawiasta       | Sharon Walsh        | Beverly Mould Elizabeth Sayers          | 6:2, 6:4                                         |
| Zwyciężczyni  | 104. | 2 października 1983  | Hartford                    | Dywanowa (hala) | Sharon Walsh        | Kathy Jordan Barbara Potter             | 3:6, 6:3, 6:4                                    |
| Zwyciężczyni  | 105. | 12 lutego 1984       | Chicago                     | Dywanowa (hala) | Sharon Walsh        | Barbara Potter Pam Shriver              | 5:7, 6:3, 6:3                                    |

### Gra mieszana 26 (16–10)

#### Przed Erą Open 9 (5–4)
| Końcowy wynik | Nr | Data                | Turniej                  | Nawierzchnia | Partner         | Przeciwnicy                       | Wynik finału  |
| ------------- | -- | ------------------- | ------------------------ | ------------ | --------------- | --------------------------------- | ------------- |
| Finalistka    | 1. | 2 października 1960 | Berkeley                 | Trawiasta    | Antonio Palafox | Carole Caldwell Chris Caldwell    | 6:4, 3:6, 4:6 |
| Finalistka    | 2. | 10 kwietnia 1966    | Johannesburg             | Twarda       | Frew McMillan   | Margaret Smith Fred Stolle        | 4:6, 5:7      |
| Zwyciężczyni  | 1. | 7 maja 1966         | Los Angeles              | Twarda       | Jerry Cromwell  | Mandy Einstein Vladimir Petrović  | 8:6, 6:2      |
| Finalistka    | 3. | 9 lipca 1966        | Wimbledon                | Trawiasta    | Dennis Ralston  | Margaret Smith Ken Fletcher       | 6:4, 3:6, 3:6 |
| Zwyciężczyni  | 2. | 4 czerwca 1967      | French Championships     | Ceglana      | Owen Davidson   | Ann Haydon-Jones Ion Țiriac       | 6:3, 6:1      |
| Zwyciężczyni  | 3. | 6 lipca 1967        | Wimbledon                | Trawiasta    | Owen Davidson   | Maria Bueno Ken Fletcher          | 7:5, 6:2      |
| Zwyciężczyni  | 4. | 10 września 1967    | U.S. Championships       | Trawiasta    | Owen Davidson   | Rosie Casals Stan Smith           | 6:3, 6:2      |
| Finalistka    | 4. | 7 stycznia 1968     | Perth                    | Trawiasta    | Ray Ruffels     | Margaret Smith Court Brian Bowman | 7:5, 4:6, 4:6 |
| Zwyciężczyni  | 5. | 29 stycznia 1968    | Australian Championships | Trawiasta    | Dick Crealy     | Margaret Smith Court Allan Stone  | walkower      |

#### W Erze Open 17 (11–6)
| Końcowy wynik | Nr  | Data              | Turniej            | Nawierzchnia    | Partner          | Przeciwnicy                        | Wynik finału        |
| ------------- | --- | ----------------- | ------------------ | --------------- | ---------------- | ---------------------------------- | ------------------- |
| Finalistka    | 1.  | 7 czerwca 1968    | French Open        | Ceglana         | Owen Davidson    | Françoise Durr Jean-Claude Barclay | 1:6, 4:6            |
| Zwyciężczyni  | 1.  | 12 kwietnia 1970  | Durban             | Twarda          | Bob Hewitt       | Margaret Smith Court Marty Riessen | 6:3, 6:4            |
| Zwyciężczyni  | 2.  | 7 czerwca 1970    | French Open        | Ceglana         | Bob Hewitt       | Françoise Durr Jean-Claude Barclay | 3:6, 6:4, 6:2       |
| Zwyciężczyni  | 3.  | 3 lipca 1971      | Wimbledon          | Trawiasta       | Owen Davidson    | Margaret Smith Court Marty Riessen | 3:6, 6:2, 15:13     |
| Zwyciężczyni  | 4.  | 11 września 1971  | US Open            | Trawiasta       | Owen Davidson    | Betty Stöve Bob Maud               | 6:3, 7:5            |
| Zwyciężczyni  | 5.  | 8 lipca 1973      | Wimbledon          | Trawiasta       | Owen Davidson    | Janet Newberry Raul Ramírez        | 6:3, 6:2            |
| Zwyciężczyni  | 6.  | 9 września 1973   | US Open            | Trawiasta       | Owen Davidson    | Margaret Smith Court Marty Riessen | 6:3, 3:6, 7:6       |
| Zwyciężczyni  | 7.  | 6 lipca 1974      | Wimbledon          | Trawiasta       | Owen Davidson    | Lesley Charles Mark Farrell        | 6:3, 9:7            |
| Zwyciężczyni  | 8.  | 3 listopada 1974  | Hilton Head Island | Dywanowa (hala) | Stan Smith       | Evonne Goolagong Rod Laver         | 3:6, 6:2, 7:5       |
| Zwyciężczyni  | 9.  | 4 maja 1975       | Scottsdale         | Twarda          | Tony Trabert     | Margaret Smith Court Frank Sedgman | 6:4, 6:2            |
| Finalistka    | 2.  | 6 września 1975   | US Open            | Ceglana         | Fred Stolle      | Rosie Casals Dick Stockton         | 3:6, 7:6, 3:6       |
| Zwyciężczyni  | 10. | 12 września 1976  | US Open            | Ceglana         | Phil Dent        | Betty Stöve Frew McMillan          | 3:6, 6:2, 7:5       |
| Finalistka    | 3.  | 11 września 1977  | US Open            | Twarda          | Vitas Gerulaitis | Betty Stöve Frew McMillan          | 2:6, 6:3, 3:6       |
| Zwyciężczyni  | 11. | 27 listopada 1977 | Tokio              | Dywanowa (hala) | Manuel Orantes   | Kristien Shaw Cliff Drysdale       | 6:4, 6:4            |
| Finalistka    | 4.  | 8 lipca 1978      | Wimbledon          | Trawiasta       | Ray Ruffels      | Betty Stöve Frew McMillan          | 2:6, 2:6            |
| Finalistka    | 5.  | 10 września 1978  | US Open            | Twarda          | Ray Ruffels      | Betty Stöve Frew McMillan          | 3:6, 6:7            |
| Finalistka    | 6.  | 2 lipca 1983      | Wimbledon          | Trawiasta       | Steve Denton     | Wendy Turnbull John Lloyd          | 7:6(5), 6:7(5), 5:7 |

## Występy w Turnieju Mistrzyń

### W grze pojedynczej
| Rok         | Rezultat     | Rywalka                                            | Wynik                  |
| 1972        | Półfinał     | Chris Evert                                        | 4:6, 2:6               |
| 1974        | Półfinał     | Evonne Goolagong                                   | 2:6, 6:4, 3:6          |
| 1977 Toyota | Finał        | Chris Evert                                        | 2:6, 2:6               |
| 1978        | Faza grupowa | Virginia Wade Evonne Goolagong Cawley Rosie Casals | 6:1, 2:6, 4:6 walkower |
| 1980        | Półfinał     | Tracy Austin                                       | 3:6, 1:6               |
| 1983        | Półfinał     | Chris Evert                                        | 1:6, 1:6               |

### W grze podwójnej
| Rok         | Rezultat   | Partnerka           | Przeciwniczki                   | Wynik            |
| 1974        | Zwycięstwo | Rosie Casals        | Françoise Durr Betty Stöve      | 6:2, 6:7(2), 7:5 |
| 1978 Toyota | Zwycięstwo | Martina Navrátilová | Kerry Reid Wendy Turnbull       | 6:3, 6:4         |
| 1979 Toyota | Zwycięstwo | Martina Navrátilová | Chris Evert Rosie Casals        | 6:4, 6:3         |
| 1980        | Zwycięstwo | Martina Navrátilová | Rosie Casals Wendy Turnbull     | 6:3, 4:6, 6:3    |
| 1983        | Półfinał   | Candy Reynolds      | Martina Navrátilová Pam Shriver | 2:6, 4:6         |
| 1984        | Półfinał   | Sharon Walsh        | Jo Durie Ann Kiyomura           | 3:6, 5:7         |

## Występy w turnieju WTA Doubles Championships
| Rok  | Rezultat    | Partnerka           | Przeciwniczki                   | Wynik               |
| 1975 | Finał       | Rosie Casals        | Margaret Court Virginia Wade    | 7:6(2), 6:7(2), 2:6 |
| 1976 | Zwycięstwo  | Betty Stöve         | Mona Guerrant Ann Kiyomura      | 6:3, 6:2            |
| 1977 | Półfinał    | Rosie Casals        | Martina Navrátilová Betty Stöve | 6:7, 6:7            |
| 1978 | Zwycięstwo  | Martina Navrátilová | Françoise Durr Virginia Wade    | 6:4, 6:4            |
| 1980 | Zwycięstwo  | Martina Navrátilová | Sue Barker Ann Kiyomura         | 7:5, 6:3            |
| 1981 | Ćwierćfinał | Andrea Jaeger       | Kathy Jordan Anne Smith         | 3:6, 7:6, 6:7       |
| 1982 | Ćwierćfinał | Ilana Kloss         | Sue Barker Ann Kiyomura         | 5:7, 1:6            |
| 1983 | Zwycięstwo  | Sharon Walsh        | Kathy Jordan Anne Smith         | 6:1, 6:1            |
| 1984 | Półfinał    | Sharon Walsh        | Barbara Jordan Elizabeth Sayers | 0:6, 6:3, 6:7(4)    |